# 国鉄オハ35系客車

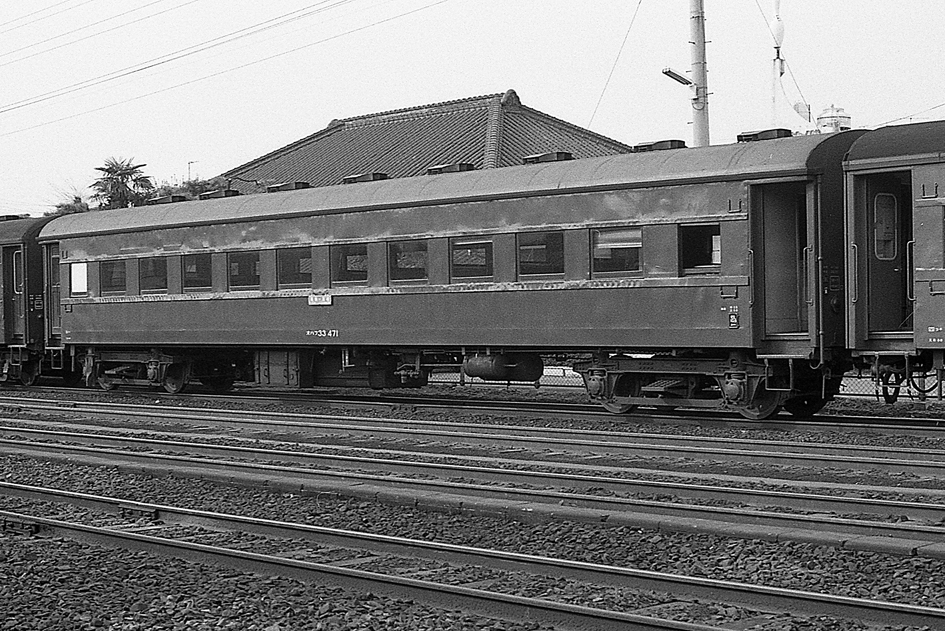
オハフ33 471

国鉄オハ35系客車（こくてつオハ35けいきゃくしゃ）とは、日本国有鉄道の前身である鉄道省が製造した、車体長20 m級鋼製客車の形式群である。
なお、「オハ35系」の呼称は国鉄が定めた制式の系列呼称ではなく、1939年（昭和14年）に製造が開始されたスハ33650形（のちのオハ35形）と同様の車体構造をもつ制式鋼製客車を総称する、趣味的・便宜的な呼称である。

## 概要
1929年（昭和4年）に製造が開始された鉄道省制式20 m級鋼製客車である、スハ32系客車の改良型として、1930年代後半より各車種が製造された。戦時輸送体制への移行で1943年（昭和18年）に一旦製造が打ち切られたが、戦後の1946年（昭和21年）から製造が再開されている。
基幹形式である三等座席車（オハ35形）は1939年（昭和14年）が製造初年であるが、同様の構造を備える車両としては優等車が1936年（昭和11年）より先行製作されており、しかも優等車であってもスハ32系の仕様のままで、オハ35形量産開始後も長期に渡って製造が継続した形式があるなど、単一年度で一気に切り替えられていない。また仕様面でも設計・製造技術の進展に従って、漸進的に設計の改良が実施されたため、後年の20系などのように「系列」が明確に区分可能な客車形式とは異なり、スハ32系と本系列ではその境界は明確ではない。
したがって、本項目およびスハ32系の項目に記載された各形式群については、そもそも当事者である鉄道省およびその後身である運輸省・日本国有鉄道自身は、これらについて何らグループ分けは行っておらず、あくまで趣味的・便宜的な見地から狭幅（700 mm以下）の側窓をもつ車両をスハ32系に、広幅（1,000 mm以上）の側窓をもつ車両を本系列にそれぞれ機械的にカテゴライズしている。

## 車体
構造面ではスハ32系の基本構造に従いつつ全面的な設計のリファインが実施されているのが特徴である。従来600 mm幅が標準であった側窓が1,000 mm幅を標準とするように変更され、室内の採光性の向上と窓枠の製造工程の削減が両立した。また台枠などを中心に過剰な補強材の省略が進んで軽量化され、基幹形式である三等座席車では重量区分の1ランク引き下げが実現した。従来リベット接合が多用されていた組み立てについても溶接への移行が進められた。
ただし、その量産が戦前と戦後にまたがって長期に渡って継続された結果、その車体構造は製造時期によって大きく異なるものとなった。
特に戦後形では大きな変化が見られ、1946年（昭和21年）度発注分はほぼ戦前と同一の仕様であったが、以後は製作の容易化などを目的として順次仕様変更が行なわれ、車端の出入台部で屋根が絞られ3面折妻となっていたものが、外妻アーチ桁の設計を変更することなどで出入台部の絞りを残したままで切妻化され、さらに長桁の絞りがなくなり雨樋が直線になるなどの変化が生じた。その妻面形状から鉄道ファンの間では「キノコ折妻」と通称される。
なお、本系列については戦前には1941年（昭和16年）度まで北海道向けが製造されず、窓の開閉時に開口部を最小限に抑えられ防寒の点で有利な狭窓のスハ32形とスハフ32形（いずれも二重窓仕様）が継続生産されたが、以後はこれに代えて本系列が北海道向けとして製造されている。
台枠は当初スハ32系の本州向け最終グループ（1938年〈昭和13年〉度発注分）の構造を継承するシンプルな設計の溝形鋼通し台枠であるUF38（2軸ボギー車）・UF51（3軸ボギー車）が採用されたが、その後車載蓄電池の設計変更による取り付け座の小型化でUF116（2軸ボギー車）などに変更されている。

## 主要機器

### 台車

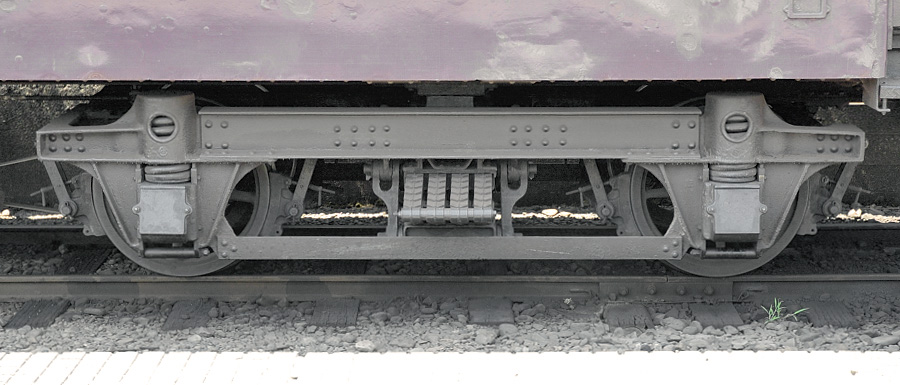
TR23形台車 （オハフ33形：ただし振り替えられており、これは本来スハ32系に装着されていた最初期型〈図面番号VA3058〉）

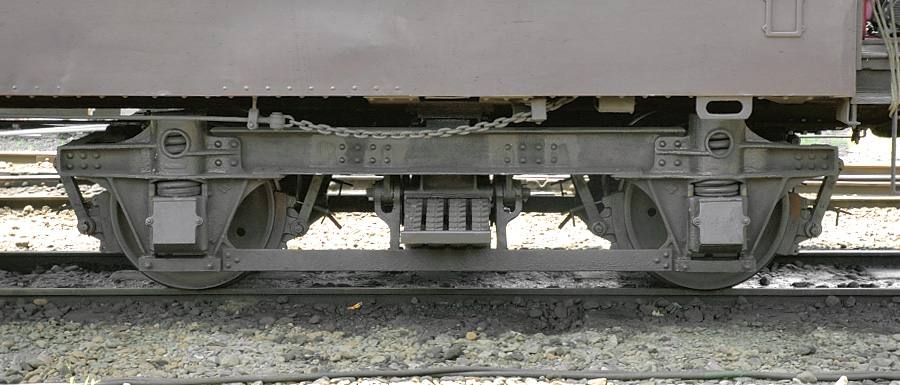
TR23形台車 （オハフ33形：1931年〈昭和6年〉以降製造の一般型〈図面番号VA3062〉）

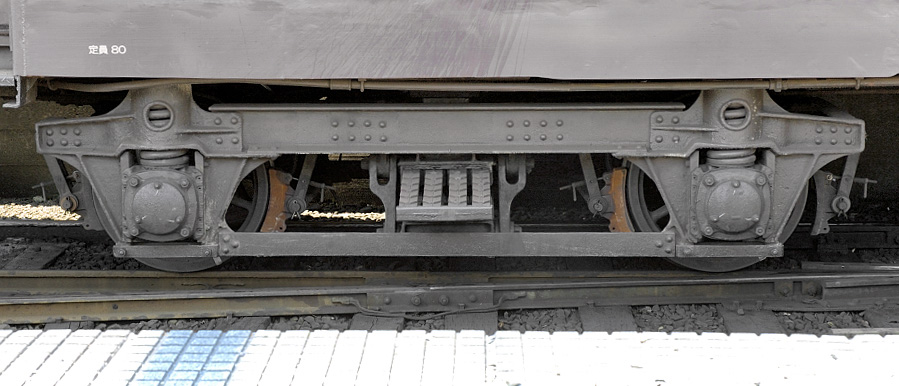
TR34形台車（オハフ33形：1931年〈昭和6年〉度以降製造のTR23と酷似するが、軸受の構造や寸法が異なり、軸箱守の下辺部の形状が変更されていることに注意）

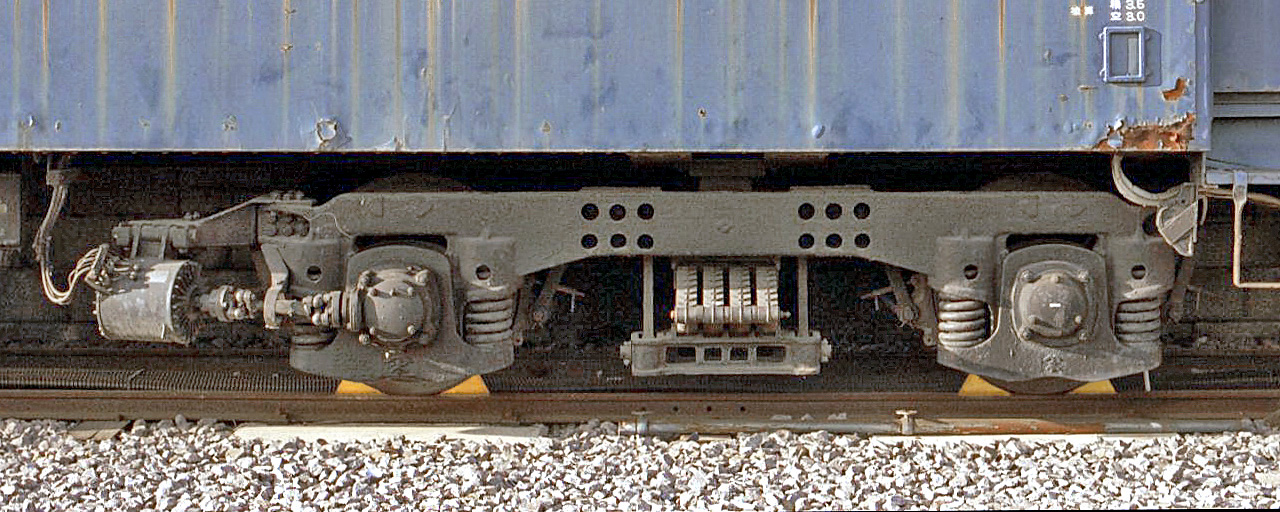
TR40形台車：左側に歯車式車軸発電機をもつ北海道向け仕様（オハ36形）

#### ペンシルバニア形軸ばね式台車
戦前製造グループはスハ32系の設計を踏襲し、2軸ボギー車はTR23、3軸ボギー車はTR73を装着する。
いずれも頭端部にコイルばねを内蔵する鋳鋼製軸箱部と、形鋼の加工品による側枠を組み合わせ、中央部に短リンク式の揺れ枕吊りを下げてここでボルスタからの荷重を重ね板ばねを介して受け止める構造の、いわゆるペンシルバニア形の軸ばね式台車である。
この系統の台車は軸箱間を連結する釣り合い梁（イコライザー）をもたないため、軌道条件の特に劣悪な線区での追従性や乗り心地では若干見劣りした。その一方で台車枠が一般的な形鋼と鋳鋼製部品で構成されており、材料の調達に制約がほとんどなく、ばね下重量の減少で軌道破壊を抑止でき、さらに邪魔なイコライザーがないため消耗品であるブレーキシューの交換時にピットに潜り込む必要もないという、製造保守などの面で極めて有利かつ重要な特徴があった。
もっとも、その反面この系統の台車は軸箱部と側枠の接合部分の設計や工作が難しく、例えばTR23の場合、1929年（昭和4年）のスハ32600形を筆頭とするスハ32系第一陣の製造時に設計された第1世代のもの（図面番号VA3058）では大荷重時などに接合部の強度不足から軸箱部が線路の外側に飛び出す方向に徐々に開いて行くという現象が多発することが就役後の検査で判明した。この問題を解決するため、1930年（昭和5年）以降に製造されたタイプ（図面番号VA3062）では接合部の設計変更で変形を防止するように改良されている。
このように初期にはマイナートラブルも発生したが、戦前には本系列をはじめとする客車だけでなく、電車や一部の電気式気動車にまで、細部仕様を変えつつこれと同種の構造を備える台車が幅広く採用された。戦後製造グループではTR23の基本構造を変えずに、軸受を従来の平軸受からコロ軸受に変更したTR34に移行した。

#### ウィングばね式台車
しかしその後、乗り心地の改善を目的として軸ばねを複列化し、側枠全体を一体鋳鋼製としたウィングばね式鋳鋼台車であるTR40に移行し、TR40をベースにブレーキワークを変更の上、ばね定数の見直しや防振ゴムの挿入などを行ったマシ35・カシ36形用TR46を経て、次代のスハ43系用TR47に至る一連の国鉄客車用鋳鋼製ウィングばね式台車の端緒となった。
このTR40では剛性に優れる一体鋳鋼製側枠の採用と、軸ばねの複列化とばね高さの増大によりばね係数を大きく引き下げることが可能となるウィングばね式軸箱支持の採用、さらには揺れ枕吊りの延長で揺動周期が延びて乗り心地が大きく改善された。当時日本を訪れた中華民国の視察団がこの台車を装着した車両に試乗し、その乗り心地の優秀さを激賞したと伝えられており、以後日本のメーカーに発注された台湾鉄路局向け客車では、これと同種の構造を備えるウィングばね式台車が長期に渡って標準採用された。
その一方で台車の重量が増え、1ボギー分総重量がTR23は5.1 t、TR11は4.5 tであるのに対してTR40で6.1 t、TR47に至っては6.3 tに達した。各車の換算両数やばね下重量も増大するというデメリットも存在し、TR47では鋳造技術の発展もあって側枠の軽量化が行われ、さらに増備途上でウィングばね部が軽量型に設計変更されるなどの対策が講じられている。

### ブレーキ
従来通りA動作弁によるAV自動空気ブレーキ装置が採用されており、車体床下中央に装架された1組のブレーキシリンダーから各台車にロッドでブレーキ力が伝達される車体シリンダー方式であった。

## 戦前新製車
カッコ内に1941年（昭和16年）の称号改正前の形式を示す。戦後の電気暖房装置設置車は原番号に2000を追加。

### 二等車

#### オロ36形（スロ30960形）
特急「燕」を筆頭とする主要幹線の優等列車に用いられる二等車として、1938年（昭和13年）と1939年（昭和14年）に日本車輌で合計38両が製造された。
このうち1937年（昭和12年）度予算で落成した 1 - 5は台枠にUF37を、1938年（昭和13年）度予算で落成した6 - 38はUF38を使用した溶接組み立ての車体を有し、台車はTR23を装着する。
座席定員は当時の20 m級二等座席客車の標準である64名であったが、本形式製造開始後も亜幹線用として増備が継続した先行形式であるスロ30850形（オロ35形）が転換クロスシートを採用し700 mm幅の狭窓が並ぶ伝統的な形態であったのに対し、1,300 mm幅の広窓が並び、室内には方向転換はできないが深々としたクッションの固定クロスシートが対面式の配置でシートピッチ1,960 mmとして並べられた新しいスタイルとなった。
もっとも、この広窓は大型のガラス板を木枠ではさんである構造であるため非常に重く、煤煙侵入防止に難があり、窓つり上げばねがついているとはいえ1人では両端の窓戸錠を同時に解放操作しつつ開閉するのが困難であり、乗客が窓を昇降させる際に障害となったため38両で製造は打ち切られ、以後の増備は窓幅を100 mm縮小して窓の開閉を容易にしたスロ31120形（のちのオロ40形）に移行した。
1941年の称号改定で車両番号がオロ36 1 - 38に改称された。戦災で2両が廃車となったが、残る36両は戦後も長く二等車として使用された。
1963年（昭和38年）には、ほぼそのままの設備を保ったままでのオハ55形100番台への格下げとオハネ17形への改造が開始され、最終的にオハネ17形に5両が改造され、残りはオハ55形100番台に格下げされている。

#### オロフ33形（スロフ31100形）
スロ30960形と対をなす二等緩急車で、1939年（昭和14年）に日本車輌で合計5両が製造された。
構造面ではスロ30960形と共通であるが、特急「鷗」に用いられることを考慮して3位に給仕室、4位に車掌室を割り当てたため、座席定員は56名に減少している。特急用として給仕室をもつことから片側車掌室となっているが、同様の構造をとる他形式とは異なり3位出入台開き戸は通常の開戸が取り付けられていた。
1941年の称号改正でオロフ33 1 - 5に改称された。後年3両がオハフ53形に格下げされ、1967年（昭和42年）に残りの2両（大ムコ所属）の廃車により形式消滅となった。

#### オロ40形（スロ31120形）
オロ36形で採用された1,300 mm幅の広窓がスムーズに開閉できない、という苦情が多数寄せられたことから、先に登場していたスロハ32形の二等室と同様、側窓を100 mm縮小して1,200 mm幅に、吹寄の幅を100 mm広げて760 mmとするなどの変更を加えた上で製造された固定クロスシートを備える二等車である。
戦前製は1940年（昭和15年）から1942年（昭和17年）にかけて日本車輌、田中車輛、新潟鐵工所で計37両、戦後製は1945年（昭和20年）末から1947年（昭和22年）にかけて日本車輌と川崎車輛で計50両、合計87両が製造された。
98 - 102（戦後製のうちジュラルミン車）以外の車両では戦災廃車が6両、オハネ17形に台枠を提供した車両が7両あり、マニ36形に7両が改造された。
このうち戦前製37両の番号と製造時期、車体構造の対照は下記のとおりである。オロ40 1 - 32は旧番号（スロ31120 - 31151）をもつが、以後は1941年（昭和16年）の称号改正後の竣工となるため、旧番号をもたない。
- 1 - 23
  - 1940年（昭和15年）に日本車輌と新潟鐵工所で製造されたグループで、鋼体は張り上げ屋根をもつ長柱構造の溶接組立で製造され、一部の車両は雨樋を省略して出入台上に水切りのみとされたものも見られた。
- 24 - 37
  - 1941年（昭和16年）から1942年にかけて田中車両で製造されたグループで、1 - 23とは異なり鋼体は通常（=直柱構造）の丸屋根構造の溶接組立とされた。

普通二等車（のちの一等車。通称：並ロ）としては後期の製造で、1960年代に入ると客車の並ロが順次二等車（旧三等車）に格下げされる中、一部は近代化改造を施工されるなど、最終期まで一等車としての運用が残った。しかし、オハネ17形や荷物車に改造されなかった車両については、1964年（昭和39年）以降はオハ55形に格下げされ、1967年（昭和42年）にはオロ40 28（天リウ）がマニ36 60に改造され、形式消滅となった。

### 二・三等合造車

#### スロハ32形（スロハ31550形）
スロハ31形（スロハ31500形）の後継車種となる亜幹線向け二三等車で、1939年（昭和14年）から1941年（昭和16年）にかけて日本車輌、汽車製造、川崎車輛、新潟鐵工所で合計72両が製造された。
車体は丸屋根で、台枠は1939年（昭和14年）落成車の一部にUF30が使用されたほかはUF38を使用し、台車はTR23を装着する。
36名分の座席と1,200 mmの側窓（のちに登場するオロ40形と同寸法）をもつ二等室と40名分の座席と1,000 mm幅の側窓をもつ三等室が中央部の便所、化粧室で二分された二三等車では標準的な客室設備を有する。
このうち60・67は14号御料車とその予備車（マイロネフ38 1）が整備されるまでの間、二等室側に仕切と8名分の寝台を設備して皇太子専用車として使用された時期がある。
戦災により9両が廃車となり、終戦後6両が進駐軍向けに改造され、その後復元されたが5両は復元と同時に北海道向け改造を施工し、100番台となった。残存車も後年20両が格下げされスハ50形100番台とされたほか35両がオハネ17形の種車となり、1967年（昭和42年）10月のダイヤ改正で最終在籍車である28・29（天タヘ）が運用離脱し、年内に廃車されたため形式消滅したが、これをもって客車並ロも消滅した。

### 三等車

#### オハ35形（スハ33650形）

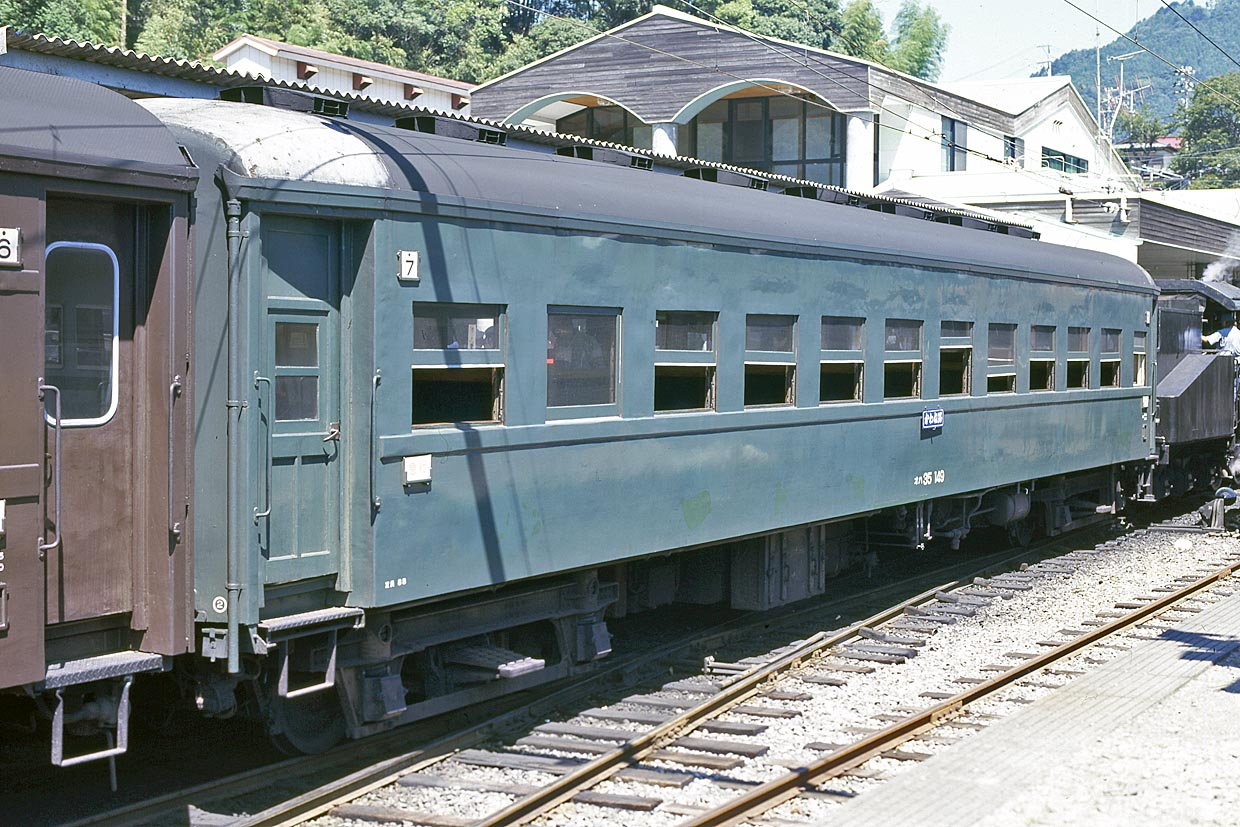
オハ35 149：小倉工場製張り上げ屋根・ノーヘッダー車。後年の改造で屋根にルーフィングが施され、雨樋は鉄製から木製に交換されている。（大井川鐵道大井川本線千頭駅）

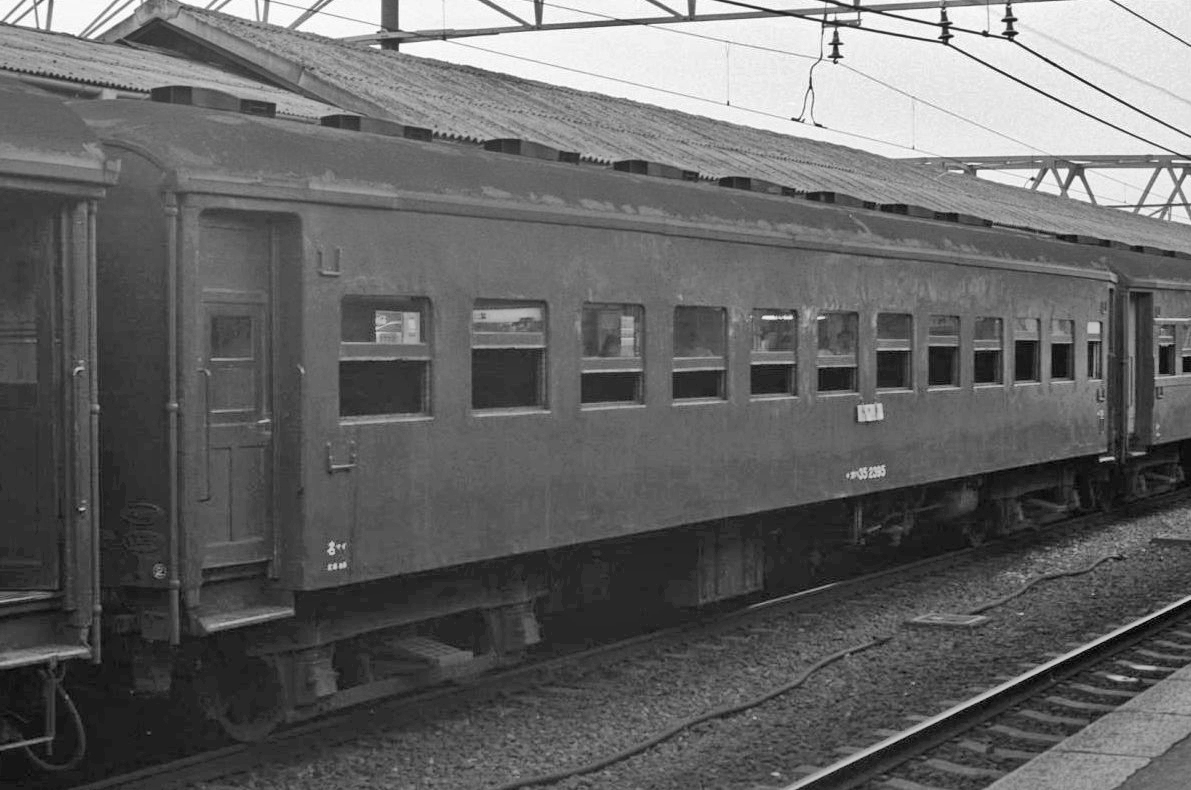
オハ35 2395：大井工場製ノーシル・ノーヘッダー車。各窓の上隅に加えて出入台の上隅も角を丸めてある点に注目。

オハ35系の中心的存在となる三等車で、1939年（昭和14年）から1943年（昭和18年）と1946年（昭和21年）から1948年（昭和23年）にかけて日本車輌、日立製作所、汽車製造、川崎車輛、田中車輛→近畿車輛、梅鉢車輛→帝国車輛、新潟鐵工所、それに小倉、大宮、大井、鷹取の各国鉄工場で合計1,301両が製造された。
オハ35 1 - 549は旧番号（スハ33650 - 33979・35070 - 35249・35400 - 35438）をもつが、以後は1941年（昭和16年）の称号改正以後の竣工であるため旧番号をもたず、また一部の車両は番号が先行割り当てされたため番号が新旧で一致しない車両がある。
上記の新造車のほか、自重の変更に伴い他形式から編入された車両が8両あり、最終的に総数が1,309両となり、日本の国鉄鋼製客車としては単一形式での最多両数を記録したが、その増備途上で戦災に伴う廃車が53両発生しており、それらの復旧車（694・696）を含めても最大数である1,309両が同時に在籍していたことはない。
のちに車種需給の関係からオハシ30形に3両、マニ36形に44両、オヤ35形に1両、オヤ36形に1両などが改造されたほか、101両がブレーキ弁および車掌室を追加設置してオハフ33形に改造された。
このうち戦前製はオハ35 1 - 581で、1939年（昭和14年）から1943年（昭和18年）にかけて製造されたグループである。車体構造は出入台部が絞られた丸屋根構造をもち、台枠は1939年（昭和14年）に落成した1 - 13にUF30が使用されたほかはUF38が、1942年（昭和17年）以降に製造された515 - 520と550 - 581には、車軸発電機用蓄電池が複電池式から単電池式に変更されたことにあわせて、小横梁の取り付け寸法が修正されたUF116が使用され、台車はTR23を装着する。
丸屋根のスハ32形（スハ32800形）の暖地向け最終製造ロットである1938年（昭和13年）度製造グループの基本構造を踏襲し、前位出入台寄りには便所、洗面所が設置されている。客室は通路を挟んで左右それぞれに2人掛けの固定式クロスシートが対面式にシートピッチ1,455 mmとして11組ずつ配置されており、座席定員は88名である。従来座席1脚ごとに600 mm幅の狭窓が配されていたのが2脚ごとに、つまり対面式のボックス1つごとに1,000 mm幅の広窓を配するように変更されて眺望が改善されたのが最大の変更点である。
このうち国鉄（当時の鉄道省）工場で製造された車両の一部では、溶接技術の進展などを目的に様々な車体設計による試作車が登場している。側柱を屋根肩まで立ち上げた長柱構造のほか、張り上げ屋根や窓の上下に外付けされていたウィンドウ・シル/ヘッダーを外板の内側に溶接することで外板表面を平滑化するノーシル・ノーヘッダーといった各種車体設計が採用されている。一例として1940年（昭和15年）に小倉工場が試作した張り上げ屋根・ノーヘッダー車、1941年（昭和16年）に大井工場が試作したノーシル・ノーヘッダー車などが存在した。
なお本形式は当初スハとされたが、溶接構造化で軽量になりオ級であったので、1941年（昭和16年）の称号改正の際に重量記号の変更が併施され正式に車種記号がオハ（オハフも）に変えられ、車号の書き換えが施工されるまでの間小さいオを左肩に付けて、オスハ33650と標記された。
なお、本形式とオハフ33形の1942年（昭和17年）秋の製造車からは、内妻板省略等、内装造作の一部簡略化や簡易化が実施されており、内妻板の省略は戦後製造車や10系客車までの後続系列にも踏襲された。

#### オハフ33形（スハフ34720形）

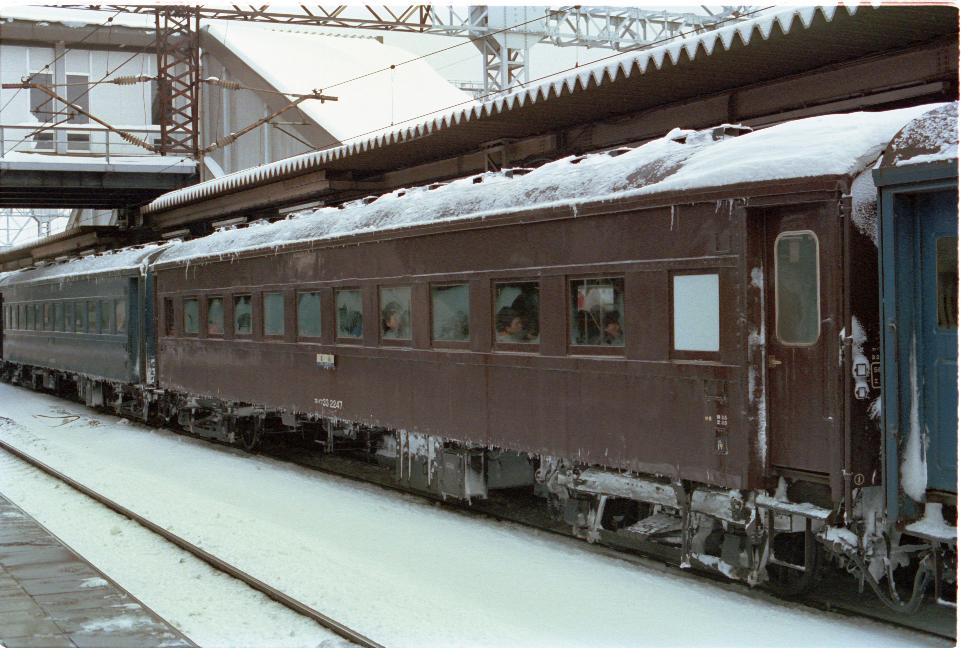
オハフ33 2247：丸屋根の戦前型、電気暖房装備車（1985年〈昭和60年〉3月、郡山駅）

オハ35形と対をなす三等緩急車で、1939年（昭和14年）から1943年（昭和18年）と1947年（昭和22年）と1948年（昭和23年）にかけて、日本車輌、日立製作所、汽車製造、川崎車輛、田中車輛、梅鉢車輛→帝国車輛、新潟鐵工所で合計606両が製造された。新造車のほかスハフ41形などから改造編入された車両や、後年オハ35形から改造された車両がある。
スハフ32形（スハフ34400形）の後継車種として、前位出入台側には便所、洗面所が、後位出入台側にはブレーキ弁のある車掌室が設置されている。座席は路を挟んで2人掛けの固定式クロスシートが対面式に10組ずつ配置されており、座席定員は80名である。車掌室側の妻面には屋根への昇降用に梯子が備えられている。
戦前型に分類されるのはオハフ33 1 - 346の346両で、1939年（昭和14年）から1943年（昭和18年）にかけて製造された。オハフ33 1 - 324までは旧番号（スハフ34720 - 35043）をもつが、以後は1941年（昭和16年）の称号改正以後の竣工であるため旧番号をもたない。車両構造は丸屋根、台枠はUF38（1942年〈昭和17年〉からUF116）、台車はTR23を装着する。オハ35形とは異なり、長柱構造車は存在しなかった。

### 食堂車

#### マシ38形（スシ37850形）
特急「富士」・「燕」用食堂車として1936年（昭和11年）から1938年（昭和13年）にかけて鉄道省大井工場で6両が製造された。
トップナンバーのスシ37850は鉄道省の車両としては初の冷房装置搭載車であり、車軸発電機より得られた電力で冷房装置を駆動する、電気駆動式の冷房装置を搭載して竣工し、優先的に特急「燕」に充当された。
基本設計は食堂部分の側窓を1,200 mm幅の2重窓とした以外は先行するスシ37800形と共通で、食堂の座席も従来通り通路を挟んで2列と1列の3列構成となっており、台車も当時の食堂車の標準仕様に従い3軸ボギー式のTR73とされた。
本形式の最大の特徴である冷房装置は、当初より搭載した37850以外は竣工の時点では未設置で、1937年（昭和12年）から1938年（昭和13年）にかけて37851・37852が37850と同様の荏原製作所製の車軸発電機+電気駆動式、37853 - 37855が車軸からベルトにベベルギア、それにプロペラシャフトおよび電磁クラッチで直接冷房装置を駆動する川崎造船所製の直接駆動方式、と2種に分けて追加搭載が実施されたが、1939年（昭和14年）以降はすべて川崎式駆動装置による直接駆動式に変更されている。
もっとも、これらの冷房装置は時局柄贅沢であるとする指摘があり、また「燕」の大阪打ち切りが1943年（昭和18年）2月より実施され、これに伴い同列車用客車編成の配置が明石操車場から宮原操車場に変更されたことで保守上の問題ともなったため、1942年（昭和17年）夏が戦前最後の冷房使用シーズンとなった。
さらに1941年（昭和16年）10月称号改正でスシ38 1 - 6に改称されたが、戦災で5（元スシ37854）が廃車となった。
戦前製食堂車中では最優秀の設備を備え、しかも戦時中は普通車に改造されることもなく疎開先で温存されていたことから全車が進駐軍の接収対象となり、連合国軍最高司令官総司令部 (GHQ) 第3鉄道輸送司令部 (MRS) およびその麾下の鉄道司令部 (RTO) による指示の下、再度川崎式駆動装置による直接駆動式冷房装置を搭載して戦前の状態に準じた再整備を実施の上で、軍番号を与えられて品川客車区に配置され、連合軍専用列車に長く使用された。
日本側への返還は講和条約発効後の1953年（昭和28年）で、以後はマシ38 1 - 5として品川客車区に配置され、東海道・山陽本線系統の特急・急行列車を中心に運用された。
最後の定期運用は呉線経由の東京 - 広島間の急行「安芸」で、1968年（昭和43年）秋までおよそ10年にわたり使用されたが、急行の特急格上げや廃止で余剰となったオシ17形に置き換えられて全車廃車となった。
その廃車は老朽化が主因であったが、その一方で前年に2がレンジ内の燃え残りの石炭から出火して死者2名を出す火災を引き起こし（日本の鉄道事故 (1950年から1999年)#急行「安芸」食堂車全焼事故を参照）、石炭レンジの危険性と木材を多用する内装の可燃性が問題視されたこともあっての緊急淘汰という一面があり、本形式並びにスシ48形・マシ29形の残存全車除籍をもって国鉄線上から半鋼製3軸ボギー式食堂車が全廃された。

### 郵便・荷物車

#### スハニ32形（スハニ35750形）
スハニ31形（スハニ35700形）の改良増備車として設計された三等座席荷物合造車で、1939年（昭和14年）から1941年（昭和16年）にかけて日本車輌で65両が製造された。定員48名+荷重5 t。
基本レイアウトはスハニ31形を踏襲し、その側窓を広窓で置き換えた形態であり、車体中央部に洗面所と便所を置き、そこを境界として車掌室、荷物室と客室に二分するレイアウトとなっている。
洗面所を設置したことから定員は48名となり、スハニ31形からは2名減となっている。
当時としては優秀な客室設備を備えていたことから、戦前にはオハ35形やオロ36形などとともに「燕」をはじめとする優等列車に優先投入され、戦後もスハ44系新造まで「へいわ」や「つばめ」といった特急列車に連結されるなど、常に第一線で重用され続けた。
1941年（昭和16年）の称号改正でスハニ32 1 - 65とされ、1943年（昭和18年）には戦時輸送対応のため6両がスハニ34形に改造された（後述）。
戦後、4両が戦災廃車となり、広幅の荷物扉を備えていて便利であったためかスハニ34形も含め25両が進駐軍に接収され、オハネ32形、オシ30形、スロニ31形、スロニ32形、スロニ35形、オミ34形、オミ45形に改造の上で使用された。
講和条約発効後、これらは順次日本側に返還されて戦災廃車分以外はすべて復元された。上記の新製車のほか、スハユ31形からの編入車が2両あり、後年マニ35形に21両、スヤ33形に1両、スエ31形に2両が改造されて数を減じ、原形を保っていた未改造車も手荷物輸送の減少と長年の酷使による疲弊から、1979年（昭和54年）にスハニ32 12（門ハイ）が廃車され形式消滅した。

#### スハユ31形（スハユ35330形）
スハユ30形（スハユ35300形）の改良増備車である三等郵便合造車で、1940年（昭和15年）に日本車輌で3両が製造された。定員48名+荷重3 t（郵袋数240個）。
基本レイアウトの変更点はスハニ32形に準じる。
2両が1950年（昭和25年）に国鉄五稜郭工場でスハニ32形に改造され、1968年（昭和43年）にスハユ31 3（岡ツヤ）が廃車され形式消滅した。

#### マニ32形（マニ36820形）
1940年（昭和15年）から1947年（昭和22年）にかけて川崎車輌・汽車製造（本店および東京支店）・帝国車両で製造された荷物車。このうち戦前製はマニ32 1 - 34の34両で、戦前最後の新製荷物車となった。荷重は14 t。
車内はマニ31 59 - 72（旧36790 - 36803）同様前位より出入台・荷物室・便所・車掌室が設置され、水槽は屋根水槽（マユニ31形と同一のもの）を設備した。
側面には1,800 mm幅の両開き式の荷物扉が片側2か所、貫通路には盗難対策として内開き式の扉を設け、各出入台の扉は引戸とされた。
番号と製造時期・車体構造の対象は下記のとおりである。
- 1 - 17
  - 1940年（昭和15年）に汽車本店および川崎車輌で製造されたグループ。
  - 当時製造されていたオハ35形の鉄道省製車両に準じた長柱構造の構体を有し屋根は張り上げ屋根で、台枠はUF38、台車はTR23を装着する。
- 18 - 34
  - 1940年（昭和15年）から1942年（昭和17年）にかけて汽車支店で製造されたグループ。
  - 基本構造は1 - 17に準ずるが、構体は直柱構造とされ、屋根は通常の丸屋根とされた。
  - このグループの24までが旧番号（マニ36820 - 36843）をもつ。

戦災により1両、事故により2両が廃車となったほか後継車の登場によりオヤ33形に4両、スエ31形に15両が改造され、1976年（昭和51年）にマニ32 60（函ハコ）が廃車され形式消滅した。
なお、上記の新造車のほか、1953年（昭和28年）の車両称号改定時に同一の設備構造をもつマニ31 59 - 72を編入したマニ32 71 - 83、それ以外のマニ31形に便所と屋根水槽を設備したマニ32 91 - 130（欠番あり）がある。（その後の改造参照）

#### マユ34形（マユ36150形）
- 1 - 4
  - マユ33形（マユ36120形）に続いて製造された逓信省（のちの郵政省）所有の郵便車で、1938年（昭和13年）に川崎車輛と田中車輛で4両が製造された。荷重12 t。
  - 車内は両端に締切郵袋室、中央に区分室、休憩室、便所が設けられている。
  - マユ33形からの変更点として休憩室を狭くした代わりに郵袋室を拡大し郵袋室荷重を増加させた。
  - このうち1両は戦災廃車となったが、残る3両は1950年（昭和25年）に車掌室を設備して荷重11 t・積載郵袋数505個とされ、1972年（昭和47年）にマユ34 2002（盛アオ）・2004（旭アサ）が廃車となり形式消滅した。

## 戦後新製車

### 寝台車

#### マイネ40形
国鉄マロネ40形客車参照。

### 二等車（戦後製）

#### オロ40形（戦後製）
オロ40 38 - 82は1945年（昭和20年）12月から1947年にかけて日本車輌と川崎車輌で製造されたグループである。鋼体は同時期のオハ35形等に準じて出入台部で車端部が絞られた折妻の溶接組立となり、台枠はUF116、製造時期により台車がTR23のものとTR34のものがある。屋根は日車製がキャンバス張り、川崎製が鋼板張りとされた。

#### オロ40形（ジュラルミン車体）
オロ40 98 - 102は1946年（昭和21年）に日本車輌で製造されたグループで、戦時中の航空機用部材の転用と伝えられるジュラルミン合金を外板（ただし吹寄および外帯キセは鋼板張り）や内装材に使用したリベット組み立ての折妻に布張り屋根をもち、台車はTR23を装着する。
落成当初外板が地色のまま落成した車両が存在したが、これには早期に塗装（ぶどう色1号）が施された。星晃によるとジュラルミン客車は塗装された状態で営業運転に入ったとしているが、客車研究者の伊藤威信は名古屋駅から乗車する際に「自身の乗車した車両の後ろに無塗装のオロ40が連結されていた」との記録を残している。
同時期に製造された63系電車「ジュラ電」とは異なり、塗装を施していたため外板の腐食はそれほど酷いものではなかったが、早晩腐食が進行することが予想されたため、1954年（昭和29年）に全車とも名古屋工場で軽量構造の鋼製車体への載せ替えを行い、オロ42形に改造された。

#### オロ41形（2代）
1948年（昭和23年）に製造された転換クロスシートを備えた二等車で、川崎車輛で合計15両が製造された。なお同形式の客車として、スハニ32形の改造車である進駐軍用客車も存在した。
幅700 mmの側窓が並ぶ、戦前のオロ35形に相当する二等車であるが、シートピッチが1,040 mmに拡大されたため定員は60人に減少。側窓数も減り、吹寄の幅が広くなった。
これらは車両需給の都合などから本来オロ40 83 - 97として製造される予定であったものの予算枠を転用して製造されており、このためオロ40形は当該番号が欠番となった。
車体構造は同時期に製造されたオハ35形と同様車端絞りのない折妻に布張り屋根で台枠はUF116、台車はTR34であるが、6については当初川崎車輛が試作したOK-2軸梁式台車を装着し、同台車の長期実用試験を実施した後、TR23に振り替えられている。
後年全車がオハ51形（初代）に格下げされ1965年（昭和40年）に形式消滅となった。

### 三等車（戦後製）

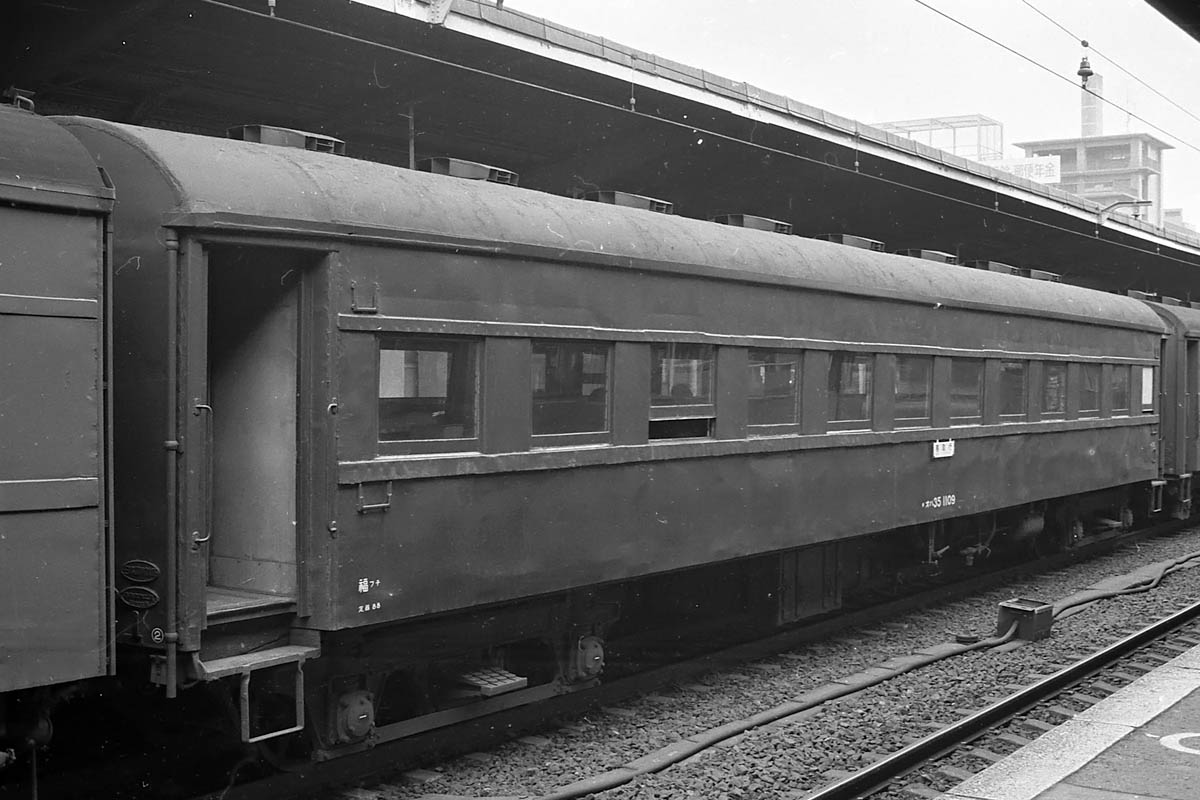
オハ35 1109：戦後製造の折妻形。戦前型同様車端部が幅方向に絞られている。

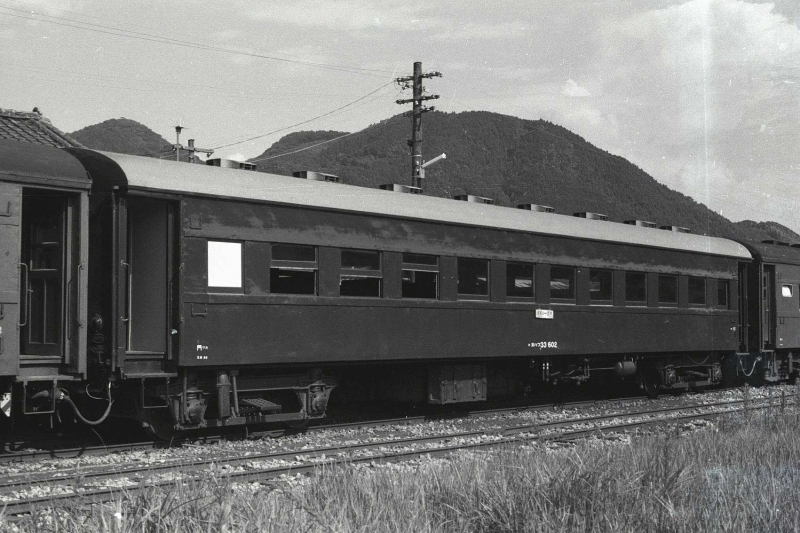
オハフ33 602：車端絞りのない折妻、写真は鋼板屋根車を示す。

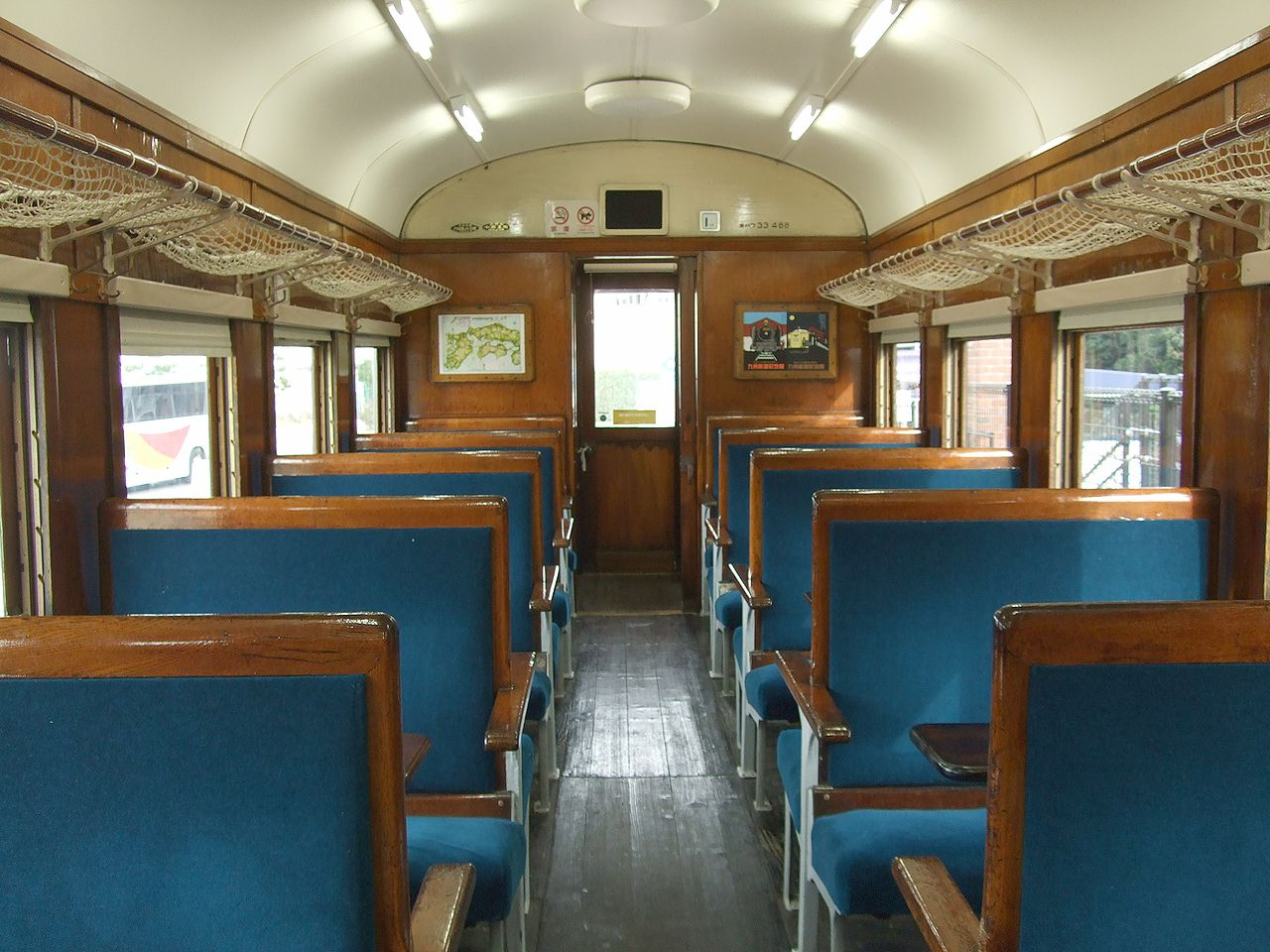
オハフ33 488 車内
近代化工事は施行していない

#### オハ35形（戦後製・丸屋根）
オハ35 582 - 693は終戦後の1946年（昭和21年）に製造された丸屋根車のグループで、戦前型同様の丸屋根車として登場した。戦後型（前期）に分類される。
鋼体は全溶接組み立てとされていたが、工場の技術者の充足状況から一部をリベット組み立てとしたものも存在した。台車もTR34が基本であったが、台車も軸受の品質や供給量が不十分な状況にあり、部材調達の都合などから戦災廃車となった車両から回収されたTR23やTR11を装着した車両も確認されている。ただし、星晃の証言にによれば、会計検査の問題もあり落成時にTR11を装着した車両は存在しなかったとしている。
TR11を装着して落成した車両は原則早期に台車をTR23、または新製のTR34に振り替えられているが、1960年代まで使用した例があった（661号）。

#### オハ35形（戦後製・折妻）
オハ35 700 - 1307はオハ35 582 - 693と並行して折妻車体で製造されたグループで、1946年（昭和21年）から1948年（昭和23年）にかけて608両が製造された。戦後型（後期）に分類される。
車体構造は車端部の屋根の曲げ加工を簡略化した折妻（半切妻）となり、台車はベアリング業界の救済策としてコロ軸受のTR34に変更されたが、戦災廃車から取り外したTR23装着車も若干数存在した。
製造メーカーにより屋根端部の幅方向の絞りの有無や屋根が鋼板張りのものとキャンバス張りのものがあるなどのバリエーションが存在する。

#### オハフ33形（戦後製・折妻）
オハフ33 347 - 606は1947年（昭和22年）と1948年（昭和23年）に製造されたグループで、戦後型に分類される。車体構造は車端絞りのない折妻で、オハ35形のような戦後製丸屋根車は登場していない。台枠はUF116、台車はTR34に変更された。

### 三等車（戦後製・改良増備車）

#### スハ42形

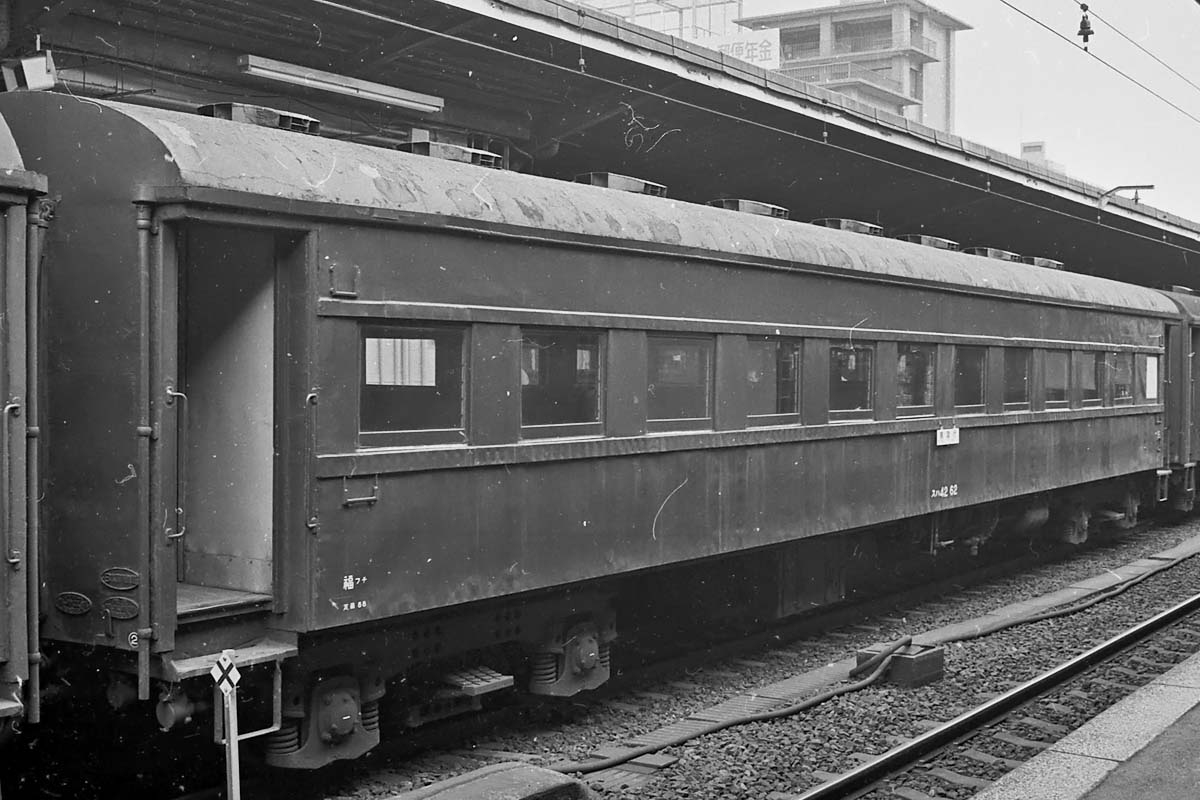
スハ42 62：車端部の幅方向の絞りが省略されている。写真は鋼板屋根車を示す。

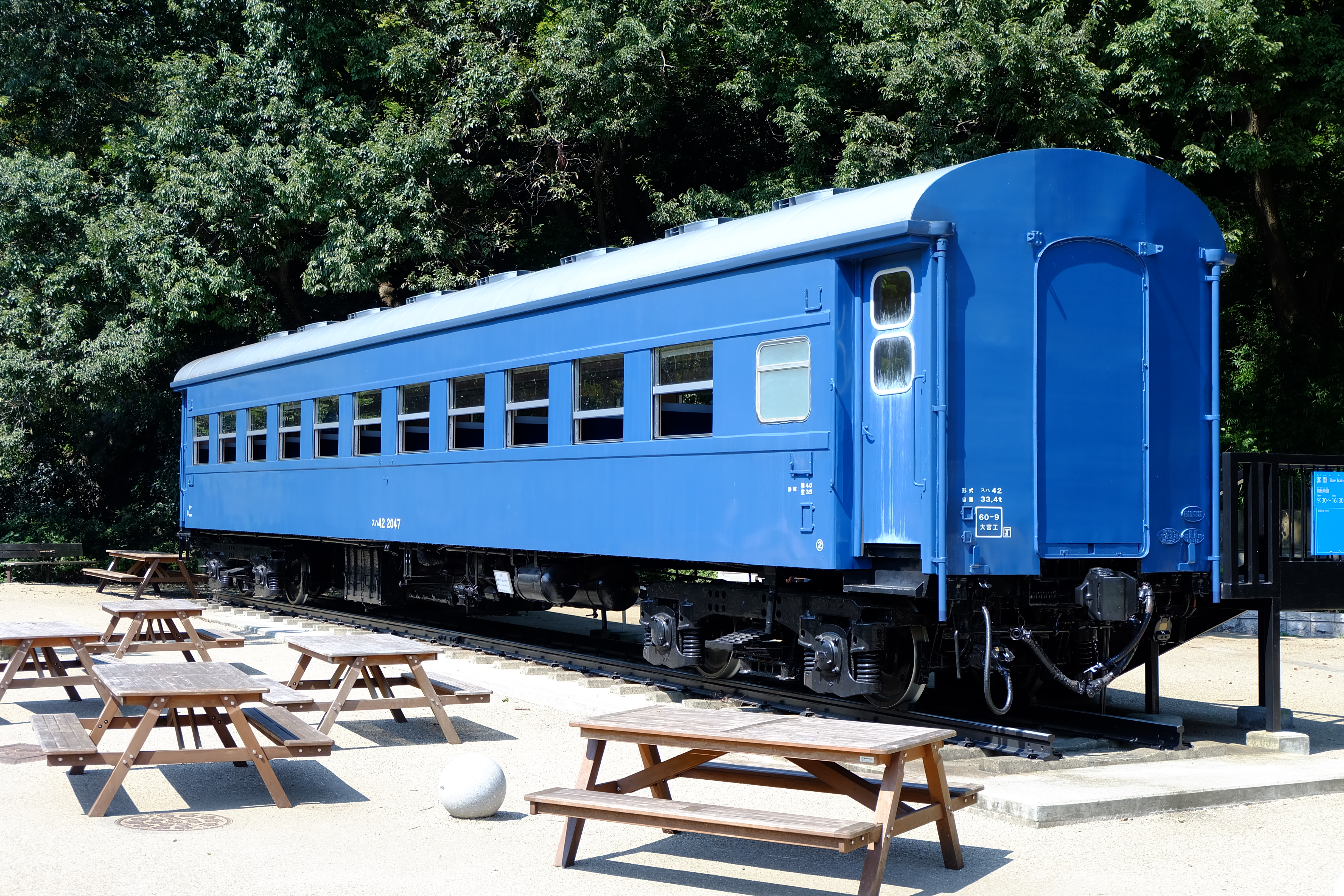
生田緑地にて保存されているスハ42 2047

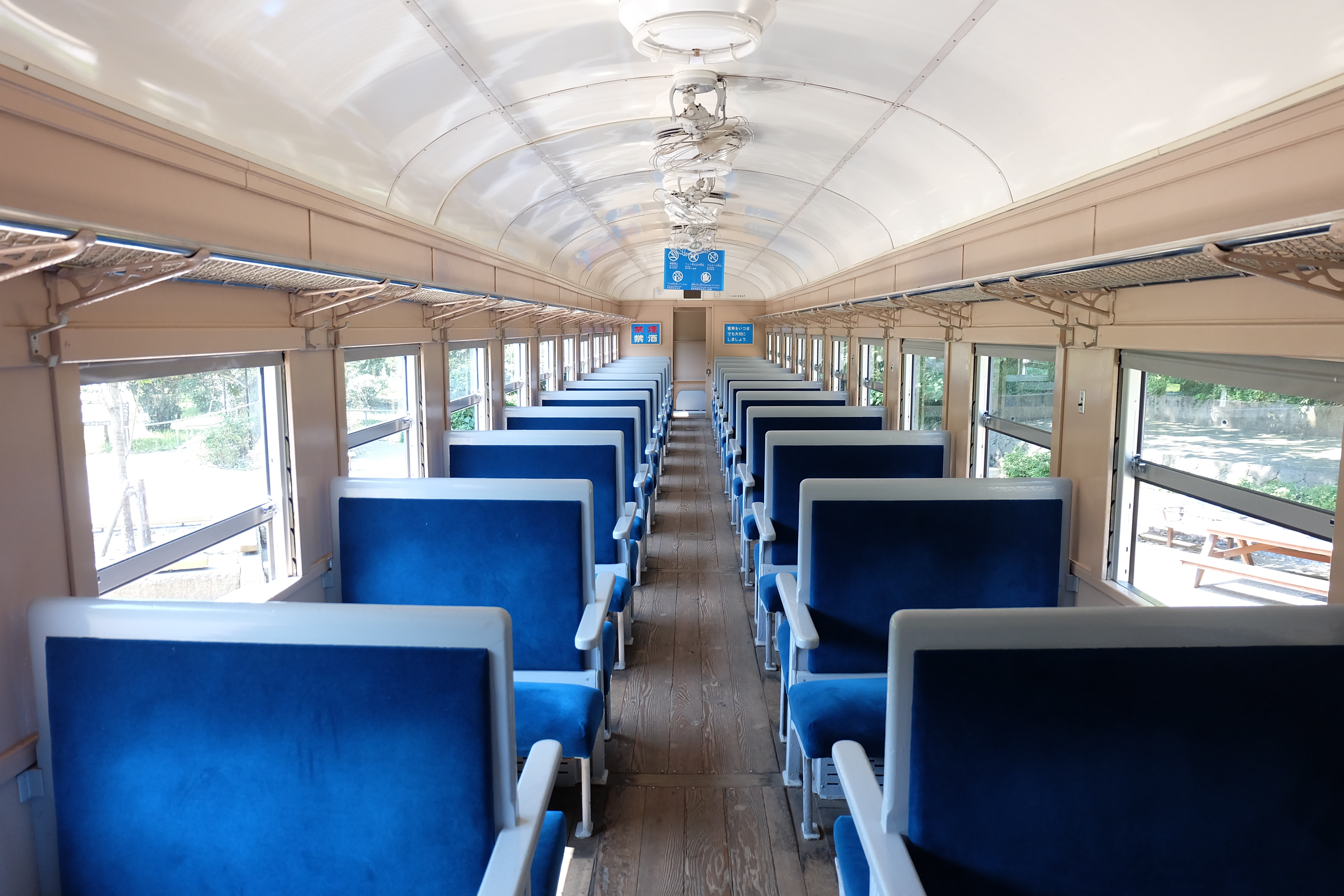
スハ42 2047 車内
近代化工事施行済みであり、上のオハフ33 488に比べ座席や壁・天井の色が明るく、扇風機が取り付けられているのが特徴である

オハ35形の改良増備車として登場した三等車で、1948年（昭和23年）から1950年（昭和25年）にかけて日本車輌、日立製作所、新潟鐵工所で合計140両が製造された。車体形状はオハ35形後期車と同様車端絞りのない折妻であるが、台車がウィングばね式のTR40に変更されたため新形式となった。屋根は木製布張り、鋼板張りの2種類がある。
のちに、マイネ40形などの他形式と台車振替でTR23・TR34に交換された7両はオハ35形に編入された。また、更新修繕を行ない、自重が軽くなった61両は重量等級の変更によりオハ36形に改形式された。北海道向け改造を施された車両は、500番台 (501 - 506) となり、そのうち1両 (501) は車掌室を追加設置して三等緩急車に改造され、スハフ42 523としてスハ43系に編入されている。

#### スハフ41形
オハフ33形の改良増備車として製造されたスハ42形と対をなす三等緩急車で、1948年（昭和23年）に日本車輌で合計20両が製造された。
スハ42形と同様、車体はオハフ33形後期車に準じた車端絞りなしの折妻に布張り屋根とされ、台車がTR40に変更されている。
1949年（昭和24年）にマイネ40形との間で全車台車振替（TR40からTR34に）を行い、オハフ33 607 - 626としてオハフ33形に編入されたため、本形式は短期間で形式消滅となった。

### 郵便・荷物車（戦後製）

#### マユ34形（戦後製）
マユ34 5 - 19は国鉄所有の郵便車で、1948年（昭和23年）に日本車輌東京支店で15両が製造された。荷重11 t・積載郵袋数505個。1 - 4からの変更点として妻面を折妻に、台枠をUF30からUF116に、台車をTR23からTR34とした。
車掌室がないことが運用上の問題となったことから、1949年（昭和24年）に車掌室を設備してマユ35形（番号は順に1 - 15）に改造された。国鉄所有であったことから後年9両がスエ31形に改造され（後述）、1971年（昭和46年）にマユ35 2001（仙フク）をスエ31 180に改造して形式消滅した。

#### オユ36形
郵政省所有の郵便車で、1949年（昭和24年）に日本車輌東京支店で6両が製造された。落成時の郵袋室荷重は4 t。
車体は車端絞りのない折妻で、台枠はUF116、台車はTR23Bと呼ばれるTR34の軸箱守に平軸受けを組み合わせたものを採用していた。製造当時コロ軸受けの故障が多かったため、郵便輸送に影響が出ることを考慮し平軸受けを継続採用したものと推測されている。
本形式の落成時の最大の特徴として、車室の前位半分以上を広大な区分室が占め、郵袋室を後位のみに配置した「通常単送便」と呼ばれるスタイルが採用された。「一函一局式」の小口区分棚が採用されたほか、車体側面には郵便投函口が設置された。
「通常単送便」のスタイルは当時の国内の郵便事情を考えると使い勝手に難があり、1 - 5は1954年（昭和29年）度に室内を従来の郵便車と同様の「通常小包併送」用とする改造を大船工場で施工した。前位の出入台を撤去して郵袋室を設置し、区分室を縮小して後位寄りに移設した。
6は1956年（昭和31年）に日本車輛東京支店で施工された改造により郵袋室が拡大された。荷重7 tとされたことから重量等級が変わり、仕様が近似するスユ40形に編入され、スユ40 11とされた。
その後1961年（昭和36年）に高砂工場で電気暖房を設備してスユ37形に改造され、1977年（昭和52年）にスユ37 2001（仙フク）・2003（秋アキ）が廃車されて形式消滅した。
- 新式鉄道郵便車竣功記念特殊通信日付印 「郵政省告示第272号」『官報』1949年12月12日（国立国会図書館デジタルコレクション）

#### マニ32形（戦後製）
マニ32 35 - 64は1948年（昭和23年）から1949年（昭和24年）にかけて帝国車両で製造されたグループ。同時期に製造されたオハ35形やスハ42形に準じた車端絞りのない折妻となり、台枠はUF116に、台車はTR34にそれぞれ変更された。

#### マニ34形→マニ30形
マニ34形は日本銀行が所有する現金輸送用荷物車で、戦後のインフレーションに対応するため1948年（昭和23年）に6両が製造された。1970年（昭和45年）度に形式がマニ30形に変更された。
後継車で50系客車をベースとしたマニ30 2007 - 2012の新製により、従来型のマニ30形は1980年度までに廃車された。

## 戦前から戦後混乱期までの改造

### 木造展望車の鋼製化

#### スイテ37形（スイテ37050形）
特急「鷗」用一等展望車として1939年（昭和14年）に鉄道省大井工場でオイテ27000形の台車などを流用して2両が改造された。厳密な意味では本系列の範疇から外れるが、車体の基本設計そのものは本系列と共通であり、便宜上本項目に記載する。
オイテ27000形は木造展望車の掉尾を飾る形式であり、鋼製展望車の第1陣となったスイテ37000形のプロトタイプとなった形式でもあるが、木造ゆえに鋼製展望車の就役開始後は特急運用から外され、1930年（昭和5年）には各等急行第7・8列車の昼行区間である京都 - 下関間に限定運用で連結されていた。
これらの陳腐化が目立ってきたことから鋼製化が計画され、前年のスイテ37040形2両の「富士」への投入によって余剰となったスイテ37000形を第7・8列車に転用し、これに伴い余剰となった同形式2両を鋼製化の上で、新設の特急「鷗」に充当することとなったものであった。
「鷗」が「燕」の増発に相当する通常の昼行特急であったため、内装は洋風の明るいインテリアで統一されており、室内レイアウトは前年に大井工場が手がけたスイテ37040形に準じつつも区分室が設置され、前部展望デッキ側から10名分のソファを配する定員外の展望室、8名分の回転式腰掛と折畳テーブルを有する開放室のほか、政府高官、貴賓用として3名用と6名用の側廊下式区分室が各1室設備され、3位に化粧室および便所、4位に備品室、車掌室が設備された。
当初はオイテ27000時代以来の釣合梁を備える古い設計の3軸ボギー式台車であるTR71を改造したTR76を装着しており、文字通り馬脚を現した格好であったが、これは乗り心地が不評であったことから戦後TR73に交換され、当時現役の他の展望車と同様に、1951年（昭和26年）に乗り心地改善を目的として揺れ枕吊りを245 mm延長してTR73Aに改造された。
これに対し車体は新製されたUF51A台枠上に溶接組み立ての鋼体を組み上げた平滑な車体が実現し、展望室および開放室には1,200 mm幅の、区分室および側廊下には1,000 mm幅の側窓を有するすっきりした印象の外観となった。
戦前には「鷗」の展望車として専ら用いられ、1941年（昭和16年）10月称号改正で木造車の鋼製化車であったことから展望車中最若番となるスイテ37形に改称。その後は「鷗」の廃止まで使用された後、戦時中は休車扱いとして疎開していたが、1はその間に著しく荒廃し、戦後の進駐軍による接収時にKM式冷房装置の搭載を含む大改装が実施されて軍番号2104 STERNBERGとなり、状態が良好であった2も冷房化の上で同様に軍番号2102 BOSTONとして接収された。
返還後は特急「はと」を中心に運用され、1953年（昭和28年）の称号改正でマイテ58形に改称された。
1956年（昭和31年）の東海道本線全線電化時に淡緑5号に塗装変更され、さらに1960年（昭和35年）の三等制廃止時にマロテ58形に改称されて予備車となった後、1962年（昭和37年）に廃車となった。

### 戦時改造車

#### オハ40形
1943年（昭和18年）に戦時輸送対応のため鉄道省大井工場で当時湘南列車に使用されていた直流1,500 V電源による電気暖房付きのオハ35形54両（オハ35 150 - 163・121 - 136・270 - 293）をセミクロスシート化して定員増を図った車両で、定員は100名（座席80+立席20）とされた。
輸送力増強に貢献したが、空襲による戦災で6両が廃車となった。戦後、残っていた車両はオハ35形に復元された。

#### オハフ34形
オハ40形と対をなす緩急車。1943年（昭和18年）に戦時輸送対応のため鉄道省大井工場で電気暖房付きのオハフ33形2両（オハフ33 231・232）をセミクロスシート化した車両で、定員は92名（座席72+立席20）とされた。戦災に遭遇せず、戦後、オハフ33形に復元された。

#### スハニ34形
1943年（昭和18年）に戦時輸送対応のため鉄道省大井工場で電気暖房付きのスハニ32形（スハニ32 55 - 60）をセミクロスシート化した車両で、定員は54名（座席44+立席10）とされた。戦災に遭遇せず、戦後、1両がスロニ31形に、1両がオミ45形に再改造され、残存車は1949年（昭和24年）度にスハニ32形に復元された。

### 戦災廃車と戦災復旧車
全国で使用された本系列は、太平洋戦争末期の米軍による空襲により、多数が被災し廃車された。また、戦後の混乱期にも事故により一部が廃車されている。これらは、一部がオハ70形客車として復旧されている。
- オハ35形（戦災48両+事故7両）
  - オハ35 25
  - オハ35 27 → オハ71 24 → スユニ72 3
  - オハ35 58 → オハ71 72 → マニ76 3
  - オハ35 61（事故）
  - オハ35 71
  - オハ35 82 → オハ35 694
  - オハ35 85
  - オハ35 90
  - オハ35 91
  - オハ35 99
  - オハ35 106
  - オハ35 140
  - オハ35 141
  - オハ35 169
  - オハ35 192
  - オハ35 194（事故）
  - オハ35 195 → オハ71 20 → マニ74 52 → スエ71 74
  - オハ35 198
  - オハ35 212 → オハ71 88 → マニ76 17
  - オハ35 253 → オハ71 10 → マニ74 64
  - オハ35 261
  - オハ35 265
  - オハ35 268
  - オハ35 299 → オハ71 84 → スユニ72 30
  - オハ35 330
  - オハ35 331
  - オハ35 360
  - オハ35 374
  - オハ35 379 → オハ71 57 → スユニ72 20
  - オハ35 384
  - オハ35 385
  - オハ35 389 → オハ71 70 → マニ76 1
  - オハ35 392 → オハ71 71 → マニ76 2 → スエ71 61
  - オハ35 402
  - オハ35 405
  - オハ35 406
  - オハ35 408
  - オハ35 417 → オハ71　104 → マニ76 31 → マニ76 2031
  - オハ35 439 → オハ71 40 → スユニ72 11
  - オハ35 449
  - オハ35 456（事故） → オハ71 83 → マニ76 14 → スエ71 80
  - オハ35 461（事故）
  - オハ35 465 → オハ71 102 → マニ74 81 → マニ74 2081
  - オハ35 470
  - オハ35 492 → オハ71 94 → マニ76 23 → スエ71 3
  - オハ35 523 → オハ71 4 → マニ74 58 → スエ71 38
  - オハ35 524 → オハ71 95 → マニ76 24 → スエ71 89
  - オハ35 532
  - オハ35 533 → オハ71 97 → マニ76 26
  - オハ35 536 → オハ71 67 → スユニ72 27
  - オハ35 548
  - オハ35 554（事故）
  - オハ35 566（事故） → オハ35 696
  - オハ35 568（事故）
  - オハ35 574
- オハ40形（戦災6両）
  - オハ40 3（オハ35 152）
  - オハ40 20（オハ35 126）
  - オハ40 23（オハ35 129）
  - オハ40 46（オハ35 285）
  - オハ40 48（オハ35 287）
  - オハ40 51（オハ35 290） → オハ71 59 → スユニ72 22
- オハフ33形（戦災31両+事故7両）　
  - オハフ33 5
  - オハフ33 19
  - オハフ33 2029（事故）
  - オハフ33 39（事故）
  - オハフ33 40
  - オハフ33 44 → スユ71 11 → スユ72 11 → スエ71 54
  - オハフ33 47
  - オハフ33 64 → スユ71 12 → スユ72 12 → スエ71 63
  - オハフ33 94（事故） → オハ71 101 → マニ76 29 → マニ76 2029
  - オハフ33 96
  - オハフ33 98 → オハ71 516 → オハユニ71 16 → オル71 104 → スエ71 13
  - オハフ33 103
  - オハフ33 117
  - オハフ33 118（事故）
  - オハフ33 120（事故）
  - オハフ33 124（事故） →オハ71 73 → マニ76 4 → スエ71 46
  - オハフ33 136
  - オハフ33 137
  - オハフ33 139 → スユ71 13 → スユ72 13 → スエ71 43
  - オハフ33 140 → スユ71 14 → スユ72 14 → スエ71 48
  - オハフ33 149 → スユ71 15 → スユ72 15 → スエ71 49
  - オハフ33 163
  - オハフ33 166
  - オハフ33 171
  - オハフ33 184
  - オハフ33 191 → オハ71 65 → スユニ72 25
  - オハフ33 194
  - オハフ33 196
  - オハフ33 198 → オハ71 5 → マニ74 59 → スエ71 39
  - オハフ33 204 → オハ71 41 → スユニ72 12 → スエ71 91
  - オハフ33 206
  - オハフ33 207
  - オハフ33 216 → スユ71 5 → スユ72 5
  - オハフ33 262（事故）
  - オハフ33 295
  - オハフ33 308
  - オハフ33 315
  - オハフ33 323 → オハ71 47 → スユニ72 16
- オロ36形（戦災2両）
  - オロ36 34
  - オロ36 35
- オロ40形（戦災6両）
  - オロ40 2
  - オロ40 6 → オハ71 36 → オユニ71 3
  - オロ40 16
  - オロ40 18 → オハ71 82 → マニ76 13
  - オロ40 23 → オハ71 51 → マニ76 15 → スエ71 81
  - オロ40 29
- スロハ32形（戦災9両）
  - スロハ32 1 → 松尾鉱業鉄道オハフ10
  - スロハ32 7
  - スロハ32 9 → オハ71 33 → マニ74 54
  - スロハ32 11
  - スロハ32 22
  - スロハ32 26
  - スロハ32 46
  - スロハ32 65
  - スロハ32 69
- スシ38形（戦災1両）
  - スシ38 5 → オハ77 10 → オハ78 10 → マユニ78 22
- スハニ32形（戦災4両）
  - スハニ32 8
  - スハニ32 23
  - スハニ32 25
  - スハニ32 40 → オハ71 64 → マニ74 75 → スエ71 67
- マニ32形（戦災1両+事故1両）
  - マニ32 3（事故）
  - マニ32 22
- マユ34形（戦災1両）
  - マユ34 3 → オハ71 31 → スユニ72 10

### オハ35形の戦災・事故復旧車
- オハ35 694・696
  - 戦災や事故で破損した車両を復旧した際に改番された車両で、694はオハ35 82（張り上げ屋根車）、696はオハ35 566（丸屋根車）が種車である。

### 進駐軍用改造車
連合軍専用客車への改造車を示す。

#### オイ31形
- 2・3
  - オハフ33 300・46を改造したクラブ車。1両が事故廃車され、残った2はのちにオハフ33 300に復元された。
- 4・6・7
  - 1946年（昭和21年）7月までにオハ35 203・187・327を改造した車両。7のみ巡察車で、他はクラブ車。6・7は同年8月に10番台11・12に改番された。のちに元形式・元番号に復元された。
  - 他のオイ31形はスハ32系に属する。

#### オロ41形（初代）
1945年（昭和20年）にスハニ32 62を改造した二等車。国鉄所有で、軍番号、軍名称をもたない。のちにオイネ31 21に再改造された。

#### オイネ31形
スハニ32・オロ36・オロ41形を改造した特別車。
- 0番台
  - 1946年（昭和21年）にスロハ32 28を改造した車両。軍番号1717、軍名称BLUE ISLAND。のちにスイネ34 11に改造された。
- 10番台
  - 1946年（昭和21年）にオロ36 12を改造した車両。軍番号1716、軍名称LAS VEGAS。1953年（昭和28年）に元形式、元番号に復元された。
- 20番台
  - 1946年（昭和21年）にオロ41 1（初代）を再改造した車両。軍番号1707、軍名称FALL RIVER。1950年（昭和25年）にスヤ51 15に改造された。
  - 他に30・40・50番台が存在したがスハ32系に属する。

#### スイネ32形
- 20番台
  - 1947年（昭和22年）にスミ36 2を改造した酒保車（販売車）。軍番号、軍名称不明。1950年（昭和25年）にスヤ51 11に改造された。
  - 他に0・10・30番台が存在したがスハ32系に属する。

#### スイネ34形
- 10番台
  - オイネ31 1を改造したCTS専用車。国鉄所有で、軍番号、軍名称をもたない。のちにスヤ34 11に改造された。
  - 他に0番台が存在したがスハ32系に属する。

#### オハネ32形
オミ45・オミ35形を改造した部隊用簡易寝台車。のちにオハネ33形を改番して編入した。
- 20番台
  - 21
    - オハネ33形を改番した車両。軍番号、軍名称は変わっていない。のちにオハフ33 138に復元された。
- 150番台
  - 151
    - 1949年（昭和24年）にオミ45 11を改造した車両。軍番号、軍名称不明。のちにスハニ32 15に復元された。
- 200番台
  - 204
    - 1949年（昭和24年）にオミ35 2を改造した車両。軍番 3604、軍名称FORT CROOK。のちにオハ35 2146に復元された。
    - 他のオハネ32形はスハ32系に属する。

#### オハネ33形
オヘ32形を改造した部隊用簡易寝台車。軍番号3421、軍名称は変わっていない。のちにオハネ32形に改番された。

#### オシ30形
簡易食堂車で食堂と調理室の両方があった。
- 20番台
  - 21
    - 1946年（昭和21年）にスロニ31 1を改造した車両。軍番号2008、軍名称SILVER CITY。1953年（昭和28年）にスハニ32 27に復元された。

  - 22
    - 1946年（昭和21年）にスハニ32 7を改造した車両。軍番号2001、軍名称RUTHERFORD。1953年（昭和28年）に元形式、元番号に復元された。
    - 他に0番台・10番台が存在したがスハ32系に属する。

#### オシ33形
簡易食堂車で全室が調理室だった。
- 100番台
  - 101 - 103
    - 1952年（昭和27年）にオミ45 14 - 16を改造した車両。1957年（昭和32年）にスハニ32 63・64・31に復元された。
    - 他のオシ33形はスハ32系に属する。

#### スロニ31形
スハニ32・34形を改造した二等荷物車。
- 1・3・5・6・8・9・11・12・14・16・17 - 24
  - 1946年（昭和21年）にスハニ32 3・6・15 - 17・22・24・26 - 32・52・63 - 65を改造した車両。1両が同年にオシ30形に、4両が1950年（昭和25年）にオミ45形に改造され、残存車はは1953年（昭和28年）から1955年（昭和30年）にかけて元形式、元番号に復元された。
- 28
  - 1946年（昭和21年）にスハニ34 4を改造した車両。軍番号、軍名称不明。のちにスハニ32 58に復元された。
  - 他のスロニ31形はスハ32系に属する。

#### スロニ33形
- 1
  - 1946年にスロハ32 53を改造した車両。軍番号、軍名称不明。のちにスロハ32形に復元される際、同時に電気暖房化がされ、スロハ32 2053となった。
  - 他のスロニ33形はスハ32系に属する。

#### オハニ35形
オハ35・オロ36形を改造した三等荷物車。軍番号、軍名称不明。
- 1・2
  - オハ35 120・146を改造した車両。のちに全車がオミ35形に改造された。
- 3
  - オロ36 21を改造した車両。のちにオミ35形に改造された。
  - 他のオハニ35形はスハ32系に属する。

#### オミ35形
オハ35・オハフ33形を改造した酒保車（販売車）。のちにオハニ35形を改造編入した。
- 0番台
  - 1・2
    - 1946年（昭和21年）にオハニ35 1・2を改造した車両。1両がオハネ32形に改造され、残存車はオハ35 120に復元された。

  - 3
    - 1946年（昭和21年）にオハニ35 3を改造した車両。軍番号2712、軍名称CICERO。1953年（昭和28年）にオロ36形に復元される際、同時に電気暖房化がされ、オロ36 2021となった。
- 10番台
  - 15
    - 1946年（昭和21年）にオハフ33 312を改造した車両。軍番号2751、軍名称ROSEMEAD。のちに元形式、元番号に復元された。

  - 17
    - 1946年（昭和21年）にオハ35 180を改造した車両。軍番号2758、軍名称ORHCARD PARK。のちに元形式、元番号に復元された。
    - 他のオミ35形はスハ32系に属する。

#### スミ36形
スロハ32 44・20・8・25を順に改造した酒保車（販売車）。1両が1947年（昭和22年）にスイネ32形に、残りがスヤ51形に改造された。

#### オミ45形
スハニ34・スハニ32・スロニ31形を改造した衛生車。
- 11
  - 1946年（昭和21年）にスハニ34 1を改造した車両。軍番号2953（2代）、軍名称MERRILL。1949年（昭和24年）にオハネ32形に改造された。
- 13
  - 1950年（昭和25年）にスハニ32 45を改造した車両。軍番号2956、軍名称BROOKE。1956年（昭和31年）までに元形式、元番号に復元された。
- 14 - 17
  - 1950年（昭和25年）にスロニ31形を改造した車両。3両が1952年（昭和27年）にオシ33形に改造され、残った17は1954年（昭和29年）にスハニ32 28に復元された。
  - 他のオミ45形はスハ32系に属する。

#### オミ46形
オハ35・オハフ33形を改造した酒保車（販売車）。
- 1・2・4
  - オハ35 177・242・233を順に改造した車両。1はのちに特別車に用途変更された。1955年（昭和30年）に2が元形式、元番号に復元され、残りの2両は1951年（昭和26年）にオハ35形に復元される際、同時に電気暖房化がされ、オハ35 2177・2233となった。
- 3
  - オハフ33 283を改造した車両。軍番号2755、軍名称BEXLEY。1955年（昭和30年）に元形式、元番号に復元された。

#### オへ32形
- 1
  - オハフ33 138を改造した車両。軍番号2913、軍名称LIMA。のちにオハネ33形に改造された。

### 半室食堂車への改造車

#### オハシ30形
- 1 - 3
  - 1949年（昭和24年）にオハ35 28・173・175の後位側に厨房を設置して半室食堂車化改造を実施した車両。窓割りは種車と同様のため、食堂のテーブルと窓割りが合わないのが特徴。定員は食堂18人・三等24人。進駐軍用に改造した車両を除けば戦後初の食堂車であり、主に急行列車に連結され運用された。当初の計画では正規の食堂車が揃い次第、復元する予定であったが、慢性的な食堂車不足のためにそのまま使われ続け、1963年（昭和38年）に廃車となった。

他に4・5が存在したがスハ32系に属する。

### 特別職用車への改造車
各鉄道局管内視察用に準備された特別職用車（オフィスカー）。オハ35系に属するもののみ記す。

#### スヤ51形
- 1
  - オハフ3349より1950年（昭和25年）9月改造。特別職用車番号（特職No.）1。尾久に配置（本庁用）。のちスヤ46 1に1952年（昭和27年）8月改造。以降→スイ46 1→マイフ97 1→マロフ97 1→1963年（昭和38年）2月廃車。なおマイフ97 1としては1958年（昭和33年）5月17日ARC（アジア鉄道首脳者懇談会）の特別列車の最後尾に使用され、東京・博多間を運転した[15]。1970年（昭和45年）ごろ中央鉄道学園に搬入。1974年（昭和49年）ごろ解体。
- 11
  - スイネ32 21より1950年（昭和25年）3月改造。特職No.21。尾久に配置（東京鉄道管理局用。以下管理局名のみ示す）。のちスロハ32 102に1952年（昭和27年）9月改造。
- 12・13・14
  - スミ36 3・4・1より1950年（昭和25年）3月改造。特職No.22・23・24。名古屋・宮原・広島に配置（名古屋・大阪・広島）。のちスロハ32 101・103・105に1952年（昭和27年） - 1953年（昭和28年）改造。
- 15
  - オイネ31 21より1950年（昭和25年）3月改造。特職No.25。高松に配置（四国）。のち元々のスハニ32 62に1953年（昭和28年）8月復元。

### 特別職用車からの復元車（北海道向け）

#### スロハ32形100番台
スロハ32形を改造して特別職用車とされていたスヤ51 11 - 14とスヤ34 11を1952年（昭和27年）から1953年（昭和28年）にかけて長野・多度津の各国鉄工場で復元改造を行った車両で、同時に北海道向け改造を施工したために番号が区別された。
1963年（昭和38年）に2両がオハネ17形の種車となり、残る3両も1965年（昭和40年）に格下げによりスハ50形200番台となり区分消滅した。

## 戦後復興期以降の改造

### ジュラルミン車体の普通鋼製化

#### オロ42形
航空機用ジュラルミン材を使用して製造されたオロ40 98 - 102は車体が塗装されていたため車体腐食は著しくなかったが、将来的には腐食問題が予想されることから軽量車体の試験を兼ねた車体新製を行うこととなり、オロ35形に準じた転換クロスシート車として再設計された車両である。
1954年（昭和29年）度に国鉄名古屋工場で5両全車が改造された。書類上、改造完成は全車とも1955年（昭和30年）3月となっている。
新造された車体は屋根の浅いノーシル・ノーヘッダー・完全切妻構造の鋼製で、構造設計などに当時開発が進められていた10系軽量客車のための要素技術を積極的に採り入れてあり、同系列のための先行試作車の役割を果たすものとなった。この車体を載せるために種車の台枠 (UF116) には隅柱受・妻柱受の交換や入口柱を受ける隅板の追設が施工されUF228（図面番号VC130928）に改造された。
台車は乗り心地改善を目的としてスハ42形と振り替え交換を実施して一体鋳鋼製のTR40Cとした。軽量鋼製車体の導入でジュラルミン製の旧車体と比較して約2.1 tの軽量化が実現したが、TR23→TR40Cへの交換で2.3 tが加算され、自重は差し引き0.2 tの重量増となった。この教訓は当時開発中の軽量台車（TR50X。量産化されてTR50となる）が軽量化実現のキーパーツであることを関係者に強く認識させることとなった。
本形式は1965年（昭和40年）まで品川客車区配置で同区担当の急行「銀河」などに連結されて運用されたが、一旦全車がいわゆる並ロの淘汰方針により二等車（旧三等車）への格下げが実施されてオハ53 101 - 105となった後、同年度中に客室をロングシート化して通勤形客車のオハ41 251 - 255に改造された。
なお、のちに行われたオロ35形の近代化改造工事の施工内容はこの車両の客室設備が基準とされた。

### 台車振替車

#### オハ35形の台車振替車
- オハ35 695・1308 - 1313
  - スハ42形と他形式の間で台車振替を行ったことでオハ35形に編入された車両で、695（元スハ42 50）はスヤ51 1のTR23と、1308（元スハ42 87）はマイネ40形のTR34と、1309 - 1313（元スハ42 136 - 140）はオロ42形の種車となったオロ40 98 - 102のTR23とそれぞれ振り替えられた。

#### オハフ33形の台車振替車
- オハフ33 607 - 626
  - マイネ40形の乗り心地改善のために同車のTR34とTR40を振り替えたスハフ41形は、オハフ33形（戦後型）と同仕様となりオハフ33形新製車の続番に編入された。

#### スハ42形の台車振替車
- 142・143
  - 1950年（昭和25年）にオハ35 649・650のTR23をスロ51 47・50に供出しスロ51形のTR40Bをスロ60形に振り出してスロ60形からTR40を受け取るという｢三角振り替え｣を施工したことにより形式を変更したもので、オハ35 695とは逆のケースにあたる。
  - これは当時板谷峠越えの運用をもっていたスロ51形にブレーキの多用によるものとみられるタイヤ弛緩が発生したためにとられた措置で、1953年（昭和28年）に電力回生ブレーキが使用開始されたことで相互に振り替えていた台車を復元し、元形式・元番号に復帰した。

### 東田子の浦事故復旧車

#### オハ35 1314
1955年（昭和30年）5月17日に東海道本線東田子の浦 - 原間で発生した踏切事故（東田子の浦事故）で全焼したスハ32 266を名古屋工場で復旧改造した車両で、1956年（昭和31年）に竣工した。
種車の鋼体は火災による高熱にさらされて木部は完全に焼け落ち、側構が垂下するほど損傷していたことから、オハ46形（新製車グループ）に準じた広窓・完全切妻・鋼板屋根に丸パイプの縦樋をもつ鋼体に載せ替えられ、種車のTR23を装着して復旧されたことからオハ35 1313の続番に編入された。この鋼体載せ替えに合わせ台枠 (UF30) も改造され、端梁付近はUF135（スハ43形の台枠）に近い構造とされた。
1965年（昭和40年）に緩急車設備を追設してオハフ33 1011に改造された。

#### オハフ33 627
東田子の浦事故で全焼したスハフ32 257を小倉工場で復旧改造した車両で、1956年（昭和31年）に竣工した。被災前と同様緩急車として復旧し、広窓とされたことからオハフ33 607 - 626の続番として編入された。
車体形状はオハ46形（新製車グループ）に準じるが車掌室は復旧前と同じく客室と後位出入台の間に設けられ、縦樋はスハ43形と同形状の平角パイプに変更されているほか、通風器がスハフ42形に類似した配列（客室上に6基が等間隔、車掌室上に1基の計7基）とされた。
落成後は京都区に配置されその後客窓のアルミサッシ化や便所・洗面所窓のHゴム支持化などの改造を施工され、1986年（昭和61年）に米子区（米ヨナ）で廃車となった。

#### オハ35 342・923およびスハ42 63
オハ35 342・923（のちにはオハフ33 1517に改造）、スハ42 63も小倉工場で完全切妻形態として復旧された。番号の変更はない。これらの縦樋はスハ43形と同形状の平角パイプとされた。

### 緩急車化改造車
客車列車の短編成化や経年緩急車の置き換えなどのため、1964年（昭和39年）から1965年（昭和40年）にかけて旭川・五稜郭・後藤・幡生・小倉・長野・大宮・多度津・高砂の各国鉄工場で101両に緩急車化改造が施工された。
施工内容は車両を反転させ後位1区画の座席を撤去し仕切り壁を設置、車掌室と手ブレーキ、尾灯の設置が行われ、制動筒（ブレーキシリンダー）は前後逆向きに取り付けられた。車掌室の窓は施工工場により700 mm幅の落とし窓にしたものと1,000 mm幅の客窓をそのまま流用したものが存在し、落とし窓に改造したものは後年に水抜き対策としてナハフ10形等に採用された水抜き用のスリットを設けた車両も見られた。
種車の台車により、下記の番号に区分される。

#### オハフ33形1000番台
- 1001 - 1033
  - TR23台車装着車であるオハ35 49・98・123・124・137・139・150・157・184・227・259・282 - 284・293・2345・404・464・2510・2514・620・622・625・638・639・2655・663・666・668 - 670・732・1314に緩急車化改造を施工したグループでその多くが丸屋根車であるが、戦後製折妻車のオハ35 732を改造した1010や東田子の浦事故復旧車で完全切妻車のオハ35 1314を改造した1011[注 21]、張り上げ屋根車のオハ35 137・139を改造した1014・1017などの変形車も存在した。

#### オハフ33形1500番台
- 1501 - 1568

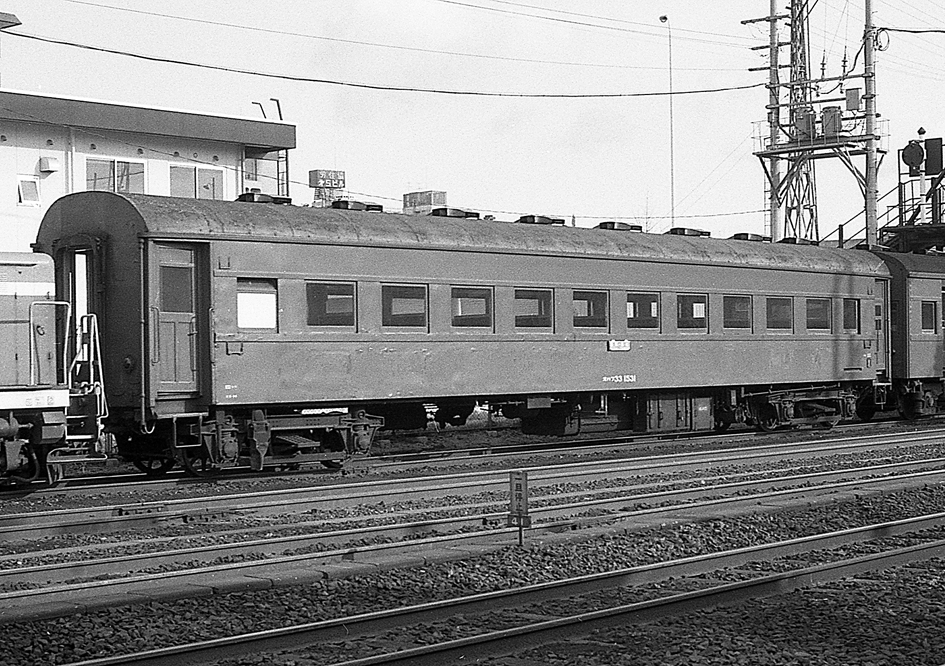
オハフ33 1531

  - TR34台車装着車であるオハ35 667・715・720・721・724・725・727・733・735・743・744・771・2785・2801・2802・815・818・2843・2876・2880・2885・2913・920・922 - 924・2929・2931・2933・2935・2937・951・2953・2955・1007・1041 - 1043・1061・1066 - 1069・1073・1081・1088・1108・1111・3172・3179・3180・1184・1185・1187・1202・1207・1218 - 1221・3224・1245・1246・1265・1266・1286・1290・1502に緩急車化改造を施工したグループでその多くが戦後製の折妻車であるが、戦後製丸屋根車のオハ35 667を改造した1501、東田子の浦事故復旧車で完全切妻車のオハ35 923を改造した1517、北海道向け改造車オハ35 1502を再改造した1568などの変形車も存在した。またTR23G台車を装備した変形車が2輌確認されている。

### 近代化工事による軽量化と形式変更

#### オハ36形
- 3 - 135（欠番あり）
  - スハ42形に更新修繕を施工して自重が軽くなり重量等級が変更されたスハ42 3 - 6・8・9・19 - 23・27・29・31 - 35・80 - 85・88 - 93・95 - 97・100 - 119・125 - 127・131 - 135を改形式した車両で、施工内容は側窓枠のアルミサッシ化、室内灯の蛍光灯化、天井に扇風機を設置、出入台開戸は10系客車に採用された窓付き開戸に交換された。
  - 改形式後の番号はスハ42形の番号が引き継がれ、のちに北海道向け改造を施された7両は、501以降の番号で区分された。また電気暖房装置を追設した13両は、自重増により再度重量等級変更となりスハ40形に改形式され、番号はオハ36形の番号に2000が付加された。

#### スハフ42形からオハフ33形への編入車
オハフ33 630はスハフ42 18を1960年（昭和35年）に幡生工場で軽量化改造した車両で、施工内容は窓枠のアルミサッシ化や化粧板の硬質繊維板への張替え、天井灯の蛍光灯化、腰掛枠の交換（鋳鉄製から鋼板プレス材に）、出入台開き戸や床下の電池箱、水タンクは10系向けのものに交換された。改造した際に、スハフ42形の軽量形のオハフ45形ではなく一世代古いオハフ33形に編入された理由は不明である。
落成後は広島区に配置され、1981年（昭和56年）に下関区（広セキ）で廃車となった。

### 北海道向け改造車

#### オハ35形1500番台
オハ35 1501・1502は1976年（昭和51年）から1977年（昭和52年）にかけてオハ35 1019・1053（広島局所属）を旭川局に転属させることになり、旭川工場で北海道向け改造を施工した際に改番を行ったもの。
従来オハ35形では北海道向け車両と本州向け車両を区別することなく使用されていたが、本車両は改造された時期が比較的遅く、43系や10系寝台車など北海道向けを500番台で区別した車両に合わせたと見られている。

### 二等車（並ロ）の格下げ車
一等車（旧二等車）の中でも、並ロと呼ばれた固定クロスシートや転換クロスシートを備えた車両は、リクライニングシートを備えた車両（特ロ、旧：特別二等車）の普及に伴い設備の格差が目立ち始めた。そのため、1963年（昭和38年）から設備はそのままで等級帯を消して二等車に格下げが行われた。
| 改番後の形式     | 改番前の形式 | 備考                                    | 処遇                                                    |
| ---------------- | --- | --------------------------------------- | ------------------------------------------------------- |
| スハ50形100番台  | スロハ32 2002・2004・2006・10・18・38・49・51 - 2060・67・68・71                                                                               | 他に0番台が存在したがスハ32系に属する。 | 12両がマニ36形に改造。                                  |
| スハ50形200番台  | スロハ32 103 - 105 |                                         |                                                         |
| オハ51形（初代） | オロ41形（2代）全車 | 車番は改称前と同一番号。                | 3両がオハネ17形、4両がオハ41形に改造。                  |
| オハ53形100番台  | オロ42形全車 | 他に0番台が存在したがスハ32系に属する。 | 全車がオハ41形に改造。                                  |
| オハ55形0番台    | オロ40 1・3・2004・2007・9 - 11・14・15・17・19 - 2022・2024 - 2027・30 - 2042・2044 - 2049・2053 - 2055・2058・2062・2064・70・74・75・80・82 |                                         | 21両がオハ41形、8両がオハネ17形、15両がマニ36形に改造。 |
| オハ55形100番台  | オロ36 1 - 7・9 - 11・2014 - 2016・18・2020・2024・2026・2027・29・31 - 33・36 - 38                                                            |                                         | 10両がオハ41形、8両がオハネ17形、6両がマニ36形に改造。  |
| オハフ53形       | オロフ33 1・2・4 |                                         |                                                         |

これらの格下げ車両は元一等車（1960年6月以前は二等車）の設備を生かして準急列車や急行列車にも使用されたものの、準急列車や急行列車の電車や気動車への置き換えが進んだため早い時期に余剰となり、ほとんどは1960年代後半までに消滅したが、オハ55形は1971年（昭和46年）に2114（旧オロ36 2014）が廃車されるまで残存していた。

### オハネ17形への改造車
オハ35系のうち98両はオハネ17形への改造種車となり、1963年度から1965年度にかけて施工された。

### 通勤形化改造車

#### オハ41形
1965年（昭和40年）から1968年（昭和43年）にかけて後述する格下げ車を幡生・鹿児島・小倉・盛岡・長野・土崎の各国鉄工場で通勤形客車に改造した車両である。
施工内容は便所以外の客室設備を撤去後、客室の全ロングシート化とつり革の設置、旧洗面所部分はフリースペースとされた。
種車の元形式により下記の番号に区分される。
- 2004 - 2010（初代）・11 – 13（うち12・13は電暖未設置）
  - オハ55 2007・14・2025・2027・34・2036・2038・2040・2044・2045（元オロ40形）を改造したもの。丸屋根・長柱構造車 (1 - 23) から2両、丸屋根・直柱構造車 (24 - 37) から4両、折妻車 (38 - 82) から4両が改造された。
  - オハ55形100番台からの追加改造により種車の車種により番号を区別することになり、のちに50番台、100番台に改番された。
- 1 – 3・4 - 10（2代）（うち6 - 8（2代）は電暖未設置）
  - オハ55 104・2105・2110・2116・2120・2124・2126・2129・131・2137を種車とした車両で、10両が改造された。
- 51 - 54（うち52・54は電暖未設置）
  - オハ55形0番台（元オロ40形）のうち丸屋根・長柱構造車 (1 - 23) を種車とした車両で、4両が改造された。
  - 2051・52は0番台（初代）からの改番車で、2053・54はオハ55 20・2022からの改造車である。
- 2101 - 2117（うち105・113 - 115は電暖未設置）
  - オハ55形0番台（元オロ40形）のうち、丸屋根・直柱構造車 (24 - 37) と折妻車 (38 - 82) を種車とした車両で、17両が改造された。
  - 2102・2103・105・2106・2108・2110 - 2112は0番台（初代）からの改番車で、2101・2104・2107・2109・13 – 2117はオハ55 2024・2033・2037・2039・2041・2046・74・80・82・ある。
- 201 - 204
  - オハ51 1・2・9・10（元オロ41形（2代））を種車とした車両。
  - 251 - 255
  - オハ53形100番台（元オロ42形）を種車とした車両。落成後は尻内区（盛シリ）に配置され、1977年（昭和52年）までに全車廃車となり区分消滅となった。

他に300番台・350番台・400番台・450番台・500番台があるが300番台はスハ32系に、その他の番台はスハ43系に属する。

### お座敷客車への改造車（オハ80系）

#### オハ80形
盛岡鉄道管理局が1960年（昭和35年）にスハシ29形を改造した団体用和式客車（いわゆるお座敷客車）であるスハ88形が好評を博したことを受けて、名古屋鉄道管理局および長野鉄道管理局でオハ35形を改造して和式客車化したものである。
団体客のニーズに応じるべく、まず1969年（昭和44年）5月に3両が改造され、続いて1970年（昭和45年）3月に2両が、さらに同年10月には3両が改造されて合計8両が出揃った。
改造は2001 - 2007を国鉄名古屋工場が、2008を国鉄長野工場がそれぞれ担当し、いずれも種車は後期車（オハ35 1020・1021・1216・832・1213・1024・1026・1192）が用いられた。改造後は全車に電気暖房装置が追設され、車番も2000番台とされた。
車内の座席を撤去して片側通路式の畳敷きとした。通路部分も畳敷きとすることが可能で、通路使用時には畳を跳ね上げる構造であった。また、一部を除き各車の出入台の片側が閉鎖されていた。

#### オハフ80形10番台
オハ80形と対をなす緩急車。オハ80形の登場と同様の経緯でオハフ33形を改造して和式客車化したものである。1969年（昭和44年）5月に3両が改造され、続いて1970年（昭和45年）10月には1両が改造されて合計4両が出揃った。
改造は全車を国鉄長野工場が担当し、いずれも種車はオハフ33後期車（オハフ33 479・548・549・1543）が用いられた。1961年（昭和36年）にスハ88形が好評であったことを受けてオハ61形から改造された車両が存在していたため、区分を目的として10番台とされた。
内装や出入台の片側が閉鎖されていたところはオハ80形と同様である。また、2010番台とされた車番が示すように、改造後は全車に電気暖房装置が追設されていた。2両のオハフ80形10番台が4両のオハ80形を挟み込む形で6両編成に組成され、名古屋鉄道管理局と長野鉄道管理局に各1編成が配属された。
竣工後は好評裏に運用されたが、1972年（昭和47年）に後継としてスロ62・スロフ62形を改造した冷房付きグリーン車スロ81系が営業運転を開始すると陳腐化が一気に目立ちはじめた。このためオハ80系は同年に座席定員を減らした上でグリーン車に格上げされ、オハ80形はオロ80形、オハフ80形10番台はオロフ80形10番台に改称された。しかし冷房装置の未設置や台車の相違による快適性および乗り心地の格差は埋められず、最終的には1974年（昭和49年）にスロ81系に置き換えられる形で2編成とも淘汰され、形式消滅となった。
なお、その一部は廃車後に当時ブームであったSLホテルに払い下げられ、野辺山SLホテルと沖縄リゾートステーションで宿泊施設として使用されたが、いずれもSLホテルの廃業で1990年代までに解体処分となっており、現存しない。

### 郵便・荷物車の改造車

#### スハニ32形
- 66・67
  - 1950年（昭和25年）に国鉄五稜郭工場でスハユ31 1・2を改造した車両で、郵便取り扱い設備を取り払い床桟や荷物棚を設備した。
  - 67は1965年（昭和40年）にマニ35 2055に改造され、66（新ニイ）は1968年（昭和43年）に廃車された。

#### マニ32形
- 71 - 83
  - 1939年（昭和14年）に製造されたマニ31 59 - 72（うち71は戦災により廃車）を1953年（昭和28年）の車両称号改定時に編入したもので、これは設備構造がマニ32形と同一であったことによるためで、本来はこのグループからマニ32形を名乗っていても問題はなかったとも言えるが、マニ31形とされていた経緯については不明である。
  - 後年には5両がスエ31形に改造され、残った車両も1969年（昭和44年）に78（南シナ）が廃車され区分消滅した。
- 91 - 130（欠番あり）[注 23]
  - マニ31形（旧36700形および36750形）に便所と水タンクを追設した車両。
  - このうち91 - 93は特急「あさかぜ」に本形式を使用することになったが、便所がないため長時間の乗務に支障が出ることから1956年（昭和31年）に国鉄長野工場でマニ31 22・33・45に便所の設置改造を施工したものである。
  - 94 - 130はその後1959年（昭和34年）から1960年（昭和35年）にかけて91 - 93と同様の改造を大船・大宮・高砂の各国鉄工場で施工したものであるが、このうち94は二重屋根を丸屋根に改装したマニ31 7が種車となっていて、屋根形状がほかの車両とはわずかに異なる点が特徴であった。
  - また窓配置の違いから便所がある部分の側窓の配置がマニ32形（新製車）とは異なる点が特徴。
  - また電気暖房設置改造を併施したものが6両あり、これらは改造後の番号に2000が加えられている。

後年9両がスエ31形に改造され、残った車両も1972年（昭和47年）にマニ32 128（門モシ）が廃車され区分消滅した。

#### マニ35形
三等荷物車を改造した荷重14 t・バラ積み用荷物車である。
- 50番台
  - スハニ32形を改造した車両で、22両が改造された。

#### マニ36形
一等車（旧特別二等車）の増備および経年荷物車の代替用として旧二等車およびその格下げ車などを改造した荷重14 t・バラ積み用荷物車である。
- 2013 - 2019・78・79・2080・2081・82
  - 1966年（昭和41年）にスハ50形100番台を改造したグループである。
- 2020・2055 - 2057・90・2091
  - 1966年（昭和41年）から1967年（昭和42年）にかけてオハ55形100番台を改造したグループである。
- 以下の車両は最初はオロ40形（TR23台車装着）で、1966年（昭和41年）から1967年（昭和42年）にかけて改造された。マニ36 2026

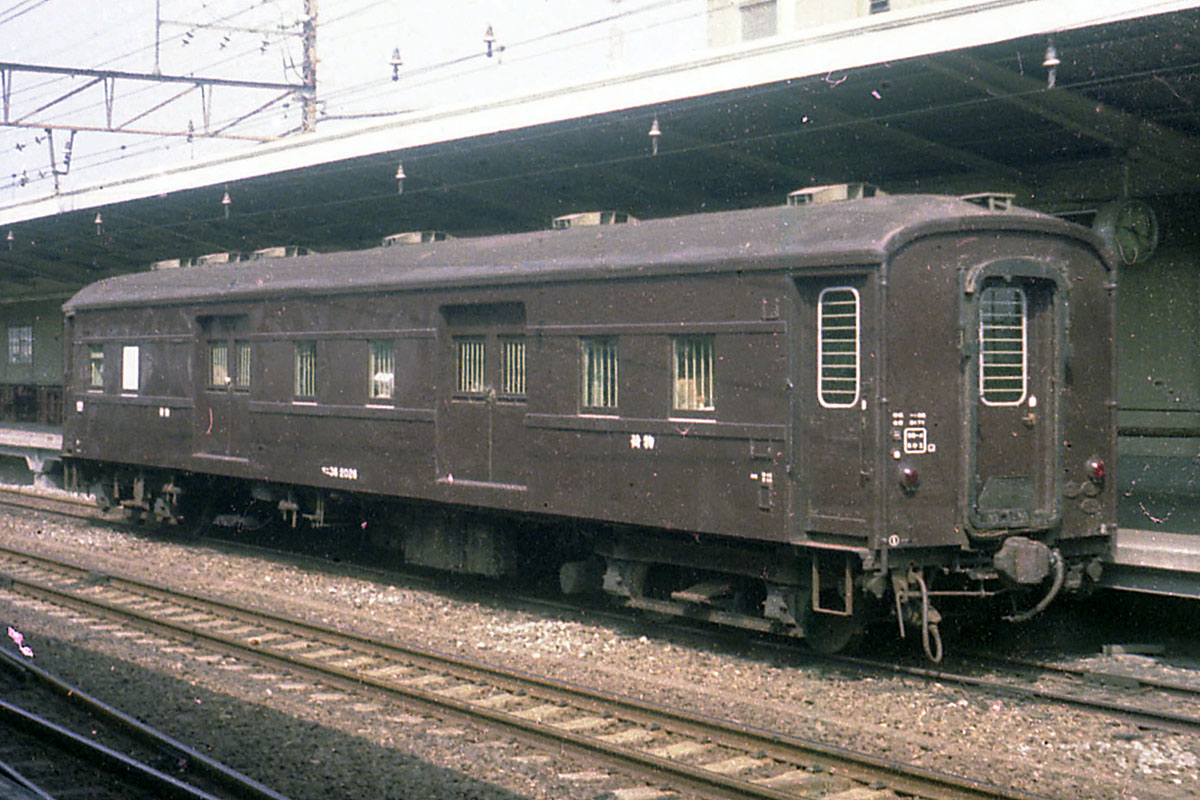
マニ36 2026

  - 2021 - 2026・2058・92・93
    - 丸屋根のオハ55形0番台を改造したグループである。

  - 59・60
    - 丸屋根のオロ40形を改造したグループである。

  - 2061・2064・2065・2095 - 2097
    - 折妻のオハ55形0番台を改造したグループである。

  - 62・63・2066 - 2072
    - 折妻のオロ40形を改造したグループである。
- 2201 - 2203・204・2205・206 - 208・2209 - 2211
  - 最初は折妻のオロ40形（TR34台車装着）で、種車はオロ40形とオハ55形0番台である。
  - 1966年（昭和41年）から1967年（昭和42年）にかけて改造された。
- 2217 - 2223・224 - 227・2228 - 2260
  - 1975年（昭和50年）から1977年（昭和52年）にかけてオハ35形を改造したグループである。

マニ36 2209（オロ40 2078からの改造車）がJR東日本に承継されたが、1988年度に廃車となった。

### 事業用車への改造車

#### オヤ33形（3代）
マニ32形を改造した教習車。該当車両は外観は特に大きな変化はなく、室内は旧車掌室部分はそのまま残置され、便所は撤去され、物置となっていた。旧荷物室部分には通票閉塞機台、テレビ台、映写機取付桟、訓練卓などが設置されていた。
- 0番台 (2001 - 2003)
  - 1967年（昭和42年）に国鉄盛岡・土崎の両工場でマニ32 2047・2050・2051を改造した車両。
- 50番台 (51)
  - 1968年（昭和43年）に国鉄大宮工場でマニ32 26を改造した車両。

他の50番台は60系とスハ43系（44系）に属する。

#### オヤ35形（2代）
オヤ35 10は1973年（昭和48年）に国鉄名古屋工場でオハ35 275を改造した職用車。東静岡駅 - 静岡操車場間の職員輸送用で、外観、室内とも種車時代とほとんど変化はなかった。1974年（昭和49年）に区分消滅した。
他に（初代の）1・2が存在したが、本形式落成前の1971年（昭和46年）に形式消滅している上、スハ32系に属する。

#### スヤ32形（2代・二次形）
- 3
  - 特別職用車スヤ51 18を改造して札幌局用の保健車とされていたスヤ32 1が1977年（昭和52年）に廃車となったため、その置き換え用として国鉄旭川工場でオハフ33 2270を改造した保健車である。
  - 改造施工時に旧車掌室窓と便・洗面所窓はHゴム支持の固定窓に変更され、一方の側窓のうち4か所と出入台1か所が埋められ、また貫通路を閉鎖して小窓が設けられているほかはおおむね種車の面影を残していて、アルミサッシの窓枠と青15号に黄帯を巻いた軽快なスタイルが特徴であった。
  - 車内には一般の診療所と同等の機能を有する医療機器が設置され、また長時間構内に単独で停車して使用される機会が多いことから温気式暖房装置が追設されている。
  - 1同様管内各区所への巡回検診などに使用され、1986年（昭和61年）に廃車となった。

他に1・2が存在したがスハ32系に属する。

#### スヤ33形
1975年（昭和50年）に国鉄旭川工場でスハニ32 28を改造した工事車。
外観はほぼ原形を保っていた。室内は旧荷物室内中央に発電機が設置され、燃料用タンク格納箱が置かれていた。
また、工事現場での長期滞在に備えるため、流し台・食器棚、飲料水タンク、会議用テーブルが併設された。便所・洗面所をはさんだ旧客室内には寝台が設置され、談話スペースには長椅子やテーブルが置かれた。1984年（昭和59年）に廃車となった。

#### オヤ36形
- 2051
  - 1973年（昭和48年）に国鉄盛岡工場でオハ35 2752を改造した架線観測用の試験車。外観は当初、車端両側部分のみが低屋根化されて観測用パンタグラフと観測用ドーム、照明装置が設置されていたが、のちの改造により屋根全体が低屋根化されていた。台車はTR34を装着していた。1987年（昭和62年）に廃車となった。

他に1が存在したがスハ32系に属する。

#### スエ31形
五稜郭、小倉、盛岡、新津、多度津、高砂、土崎の各国鉄工場で改造。
改造に伴い窓や扉を埋塞されたり、側扉が増設された車両などがあった。また、それらの改造に加えてベンチレーターが一部撤去された車両も存在した。1987年（昭和62年）までに全車廃車となった。
- 0番台
  - 11・16・31・38・44・45・52 - 58・63 - 65・68・72 - 76・183

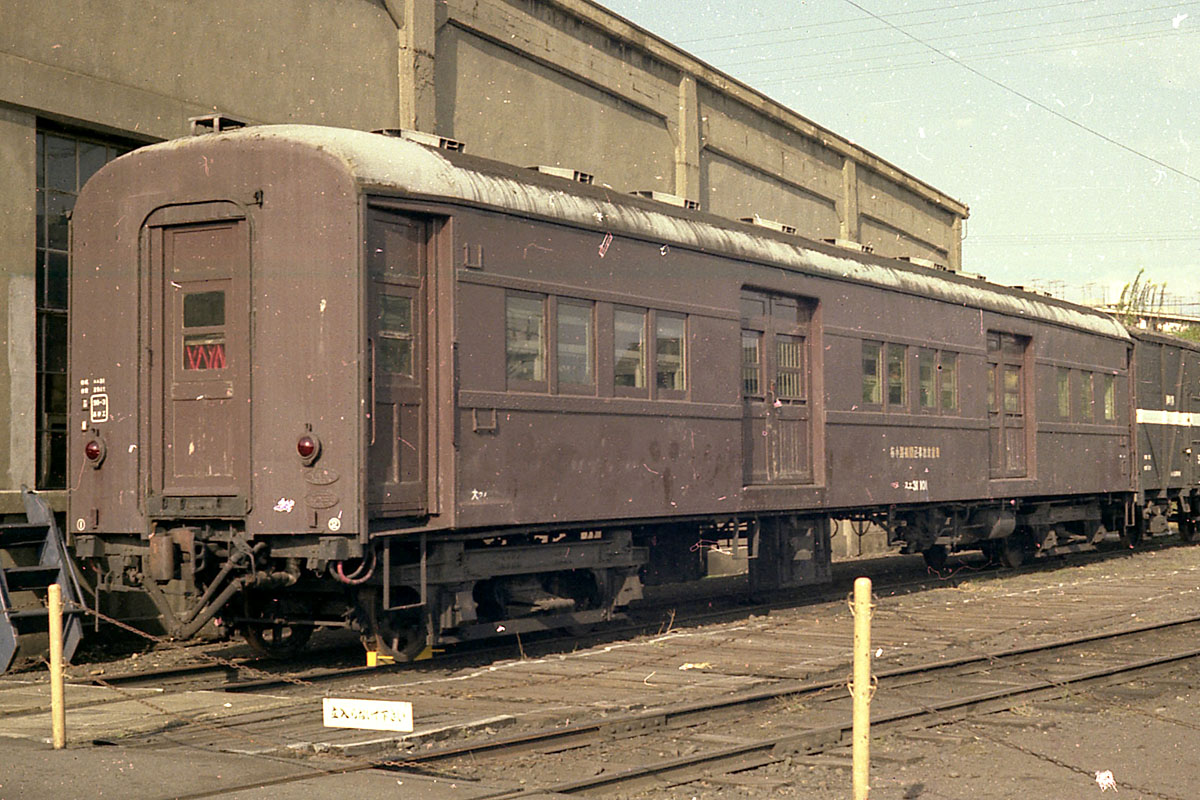
スエ31 101

    - 1963年（昭和38年）から1971年（昭和46年）にかけて新製車であるマニ32 5・9・10・11・20・24・25・27・2029・44・55・61 - 63と、マニ31からの改造編入車であるマニ32 74・76・79・82・83・91・2099・2101・2110・114・115・124・2126・129を改造した車両。
    - 64と65は相互に種車を振り替えられていた。

  - 41 - 43・60・62・66・67・78・180
    - 1968年（昭和43年）から1971年（昭和46年）にかけてマユ35 2001・2003 - 7・12・14・15を改造した車両。

  - 59・77
    - 1969年（昭和44年）にスハニ32 3・52を改造した車両。

  - 184・185
    - 1971年（昭和46年）から1972年（昭和47年）にかけてマニ35形50番台を改造した車両。

  - 他の0番台はスハ32系とスハ43系（44系）に属する。

- 100番台 (101)
  - 1963年（昭和38年）にマニ32 6を改造した車両。張り上げ屋根の初期型マニ32そのままの外観を有していた。

#### オエ61形300番台
マニ50形の新製に伴い余剰となったマニ36形を、旭川・幡生・大宮の各国鉄工場で救援車に改造した車両。
改造に伴い、窓や扉を埋塞された車両も存在した。
オエ61形は本来鋼体化改造車を種車に改造されたものを表すが、本番号区分にはそれ以外の車両も編入されることとなった。
本系列では下記の車両が該当する。
- 303・311
  - 元スハ50形であったマニ36 2013・2015を改造した車両。
- 314・317
  - 元オハ35形であったマニ36 224・2259を改造した車両。
  - このうち317はマニ36形時代に出入台部以外の雨樋を凍結による破損対策として撤去されていた。
- 316
  - 元オロ40形（張り上げ屋根車）であったマニ36 59を改造した車両。
  - 他の300番台は32系と60系（元スロ60形）に属する。

オエ61形には他に0番台・600番台があるが、0番台は60系に、600番台（マニ37改造）は32系と60系と43系に属する。

## 改造工事

### 近代化工事
リクライニングシートを装備する特別二等車（特ロ）の増備が進むと、固定クロスシートや転換クロスシートを装備する従来の二等車（並ロ）の設備が見劣りするようになった。このため1955年度よりオロ35形において近代化工事が開始され、室内灯の蛍光灯化や窓枠のアルミサッシ化、座席の整備などが行われた。この改造は後にオロ36・40・41形などでも施工されている。
1961年度からはオハ35形などの近代化工事が開始され、スハ43系と同様の工事内容で主に急行列車に使用される車両が対象となった。工事内容は施工工場や改造予算によって異なり、本格的改造を行ったもののほか、工事が簡略化されたものも存在した。塗装は大部分が青15号に変更されている。

### 体質改善工事
1970年度からの車両の新検査方法を実施するにあたり、検査期限を伸ばすための「体質改善工事」がオハ35系でも一部車両で施工された。

### 「おくのと号」用改造
1970年（昭和45年）から1973年（昭和48年）にかけて能登半島地域の観光列車として「おくのと号」が運転され、初年は60系客車の改造車が使用されたが、1971年（昭和46年）以降はオハ35系が使用されることになった。これによりオハ35 2019・2870、オハフ33 2093、スロフ53 2025の4両が専用客車に改造された。
車内は壁紙が水色になり、横引きカーテンなども設置された。1973年（昭和48年）の運行終了後は一般車に復元されたが、オハ35 2870は廃車まで内装がそのままであった。

### 「SLニセコ号」用改造
JR北海道では2000年より函館本線で「SLニセコ号」の運転を開始することになり、JR東日本からオハフ33 2555を譲り受けて改造工事が行われた。改造内容は客用窓の二重化、客室灯の白熱灯化、客用扉の集中施錠装置設置などである。

## 試験

### 高速台車試験
本系列で特筆される事柄の一つに、各種新型台車の試験採用が挙げられる。

#### ゲルリッツ式台車試験
まず、戦前には1940年（昭和15年）に試作されたゲルリッツ式台車が装着された。
ゲルリッツ式台車はWUMAG（Waggon- und Maschinenbau AG Görlitz: ゲルリッツ客車機械製造所）がDRG（Deutsche Reichsbahn Gesellschaft: ドイツ帝国鉄道）のD-zug（Durch-zug: 日本語に直訳すれば直行。一般的には急行と解される）向け客車用高速台車として、従来のイコライザー式台車に代わるべく1923年（大正12年）に開発したGörlitz Iをルーツとし、第二次世界大戦後に後継となるミンデン・ドイツ (Minden-Deutz) 式台車が制式採用されてこれに取って代わるまで、改良を重ねつつ20年以上に渡ってドイツ国鉄の客車用標準台車の座にあった。
これは、当時の鉄道省部内に存在した「車輛委員会」で検討されていた「台車構造の改良について」および「車体動揺を緩和する台車各部の構造の研究」という2つのテーマの研究過程で、当時欧米で用いられていた新型台車と同様の構造の台車を試作し、実際に車両に装着して試験走行を行ってその優劣を検討することになった際に、2種の試作台車を各1両分ずつ鉄道省大井、鷹取の両工場が製造した。
軸箱部分を上部の重ね板ばねと2本のコイルばねで支持する、本来のゲルリッツ式（時期や構造から、プロトタイプとなったのはGörlitz IIと見られる）に忠実な設計のタイプと、TR73の軸箱と側枠およびトランサムの設計を流用し、揺れ枕部分の設計を前者に準じた方式に変更した折衷型と呼ばれるタイプの2種が試作された。いずれも軸距が3.3 mに達する異例の超ロングホイルベースであったが、これは全長1.8 mと非常に長い重ね板ばねを両端で2段リンク支持して線路方向に設置し、この上に直接枕梁を載せる（このため通常の揺れ枕をもたない）、ゲルリッツ式台車の機構上の制約によるものである。なお、前者は形鋼や板材をリベット組み立てとしたため非常に無骨な外観であったが、その一方で構造上側枠の位置が低く、車体を支持する側受が高く突き出した特徴的な外観を呈していた。
大井工場の担当分は2種とも既存のスハ32形などに装着して試験走行が実施されたが、鷹取工場の担当分は竣工間もない1940年（昭和15年）2月製で長柱側柱・張り上げ屋根試作車であるスハ33650形スハ33742・スハ33743（称号改正後はオハ35形オハ35 93・オハ35 94）に装着の上で試験が実施された。スハ33743にゲルリッツ式が、スハ33742に折衷型が装着された。
これらの台車は110 km/h運転時でもTR23での95 km/h運転時に匹敵する、あるいはそれ以上の揺動特性であったとされるが、その後の報告は途絶えており、日米開戦で貨物輸送能力の増大が求められるようになった当時の世相では、客車の高速運転研究は継続が困難になって中止となったものと見られている。
もっとも、当の鷹取工場製試作台車はその後も2両のオハ35形に装着されたまま、戦後しばらくは山陽本線や播但線などで営業運転に使用されており、乗車の機会を得たアマチュア鉄道愛好家による、その優れた乗り心地や超ロングホイルベースに起因する間延びした独特のジョイント音などについての実見報告が今に伝わっている。
その後新型台車の実用化で役割を終えて通常のTR23に交換された。これに対し、大井工場製の方は少なくともゲルリッツ形が1956年（昭和31年）までスハ32 479に装着の上で使用され、ここで台車振り替えを実施されて淘汰されたことが知られており、折衷型もこれに前後して淘汰されたものと見られている。なお、これら2種の台車は軸距は3軸ボギー式のTR73の第1軸 - 第3軸間に匹敵したが、そのままでは3軸ボギー式台車を装着していた車両に営業運転可能な状態で装着することは不可能であった。

#### OK形台車試験
これに対し戦後には1949年（昭和24年）に川崎車輌が試作したOK-2がオロ41 6で試用された。
このOK-2は制式採用にこそ至らなかったものの、同系の改良機種であるOK-4（国鉄形式DT29）がのちに175 km/hの狭軌世界最高速度記録を達成したことでも明らかなように、のちの新幹線実現へと連なってゆくこととなる高速台車振動研究会の研究の一環として開発されたものであり、ここで得られた成果は再度研究の場にフィードバックされ、以後の高速台車開発に貴重な知見を提供した。

## 外地・旧外地向け同型・同系車
華中鉄道向け客車　華中鉄道成立直後は華北交通（＝満鉄向け）客車をほぼそのままの図面で増備したが、華中鉄道は鉄道省出身者が運営を担っており、その後の増備車は自社向けとしてオハ35系の基本設計をベースに、標準軌の現地向けに規格を拡大した車両が各等級向けで設計製造された。
全長22.5ｍ・車体幅3,064mm（最大幅3150mm）・台車中心間距離2軸ボギー16,000mm・3軸ボギー15,500mm
台車はTR23・73に準拠し車輪径も鉄道省標準の860mmだが固定軸距が2,500mm（TR23相当）1,800mm×2（TR73相当）、車軸も12ｔ長軸ではなく満鉄規格のC軸（負担荷重14.5ｔ）となっている。
客室仕様は概ね二等車がオロ40・三等車がオハフ33に準拠するが、三等の座席は車体幅に合わせて5列席で供するため2列側920mm、3列側1360mmとやや狭い。シートピッチも1420mm、座席奥行きが向かい合わせで950mmかつ背摺りが傾斜付きのベニア張りと、昭和4-6年製のスハ32に準拠したやや古い様式で制作された。
これら鉄道省仕様各形式は満鉄仕様形式よりかなり軽量なのが特徴で、満鉄仕様の二等車ロ2200形が21ｍ級で自重40.6ｔもあるのに対し、鉄道省形ロ2300形は22m級に伸びたにもかかわらず34.3ｔにとどまる。
サハリンの鉄道向け オハ35をベースにした車両が1949年に輸出されている。元々戦前の樺太庁鉄道にはスハ32／スハフ32の派生形式が納入されていたところ戦後輸出車は本系列に改められた。日本国内向けはすでに700番以降の折妻車に移行したあとであるが1 - 693の丸屋根車体をベースにしている。窓幅は800 mm に縮小した上で二重窓とし、酷寒地に対応している。台車も戦前形と同じTR23。座席割付自体は日本国内向けと同じ寸法となっているが、ソ連の三等車の仕様で座面含め板張りでクッションの類はない。参照資料では現地形式ОКАとしているがカナ転写が「オハ」でありОХАの誤読の可能性がある。日本車輌蕨製作所で製作され番号は狭軌車両を意味するNを冠しN-35-1 - 10が付けられた。

## JRへの承継
オハ35系は国鉄末期の1986年（昭和61年）11月改正で定期運用が消滅し、JRグループ各社に承継されたのはオハフ33形3両とマニ36形1両の4両のみであった。

### JR東日本
JR東日本にはオハフ33形1両（オハフ33 2555）とマニ36形1両が承継された。マニ36形は1988年（昭和63年）度に廃車となり、オハフ33 2555は2000年（平成12年）にJR北海道へ譲渡されている。

### JR西日本
JR西日本にはオハフ33形2両（オハフ33 48・289）が承継された。オハフ33 289は2008年（平成20年）10月25日付で、オハフ33 289は2009年（平成21年）3月14日付でそれぞれ廃車。その後、解体処分された。2017年（平成29年）に「SLやまぐち号」用客車として旧型客車を模した外観で新製された35系は、中間車の2 - 4号車で国鉄オハ35形をモチーフとしている。

### JR北海道
JR北海道にオハ35系は直接承継されなかったが、2000年（平成12年）の「SLニセコ号」運行開始に備えてJR東日本よりオハフ33 2555を含む旧型客車を譲り受けた。

## 譲渡車
オハ35系は16両が5社に譲渡されている。

### 松尾鉱業鉄道
岩手県の松尾鉱業鉄道には戦災で破損したスロハ32 1が譲渡され、復旧の上オハフ10として1970年（昭和45年）の廃線まで使用された。

### 津軽鉄道

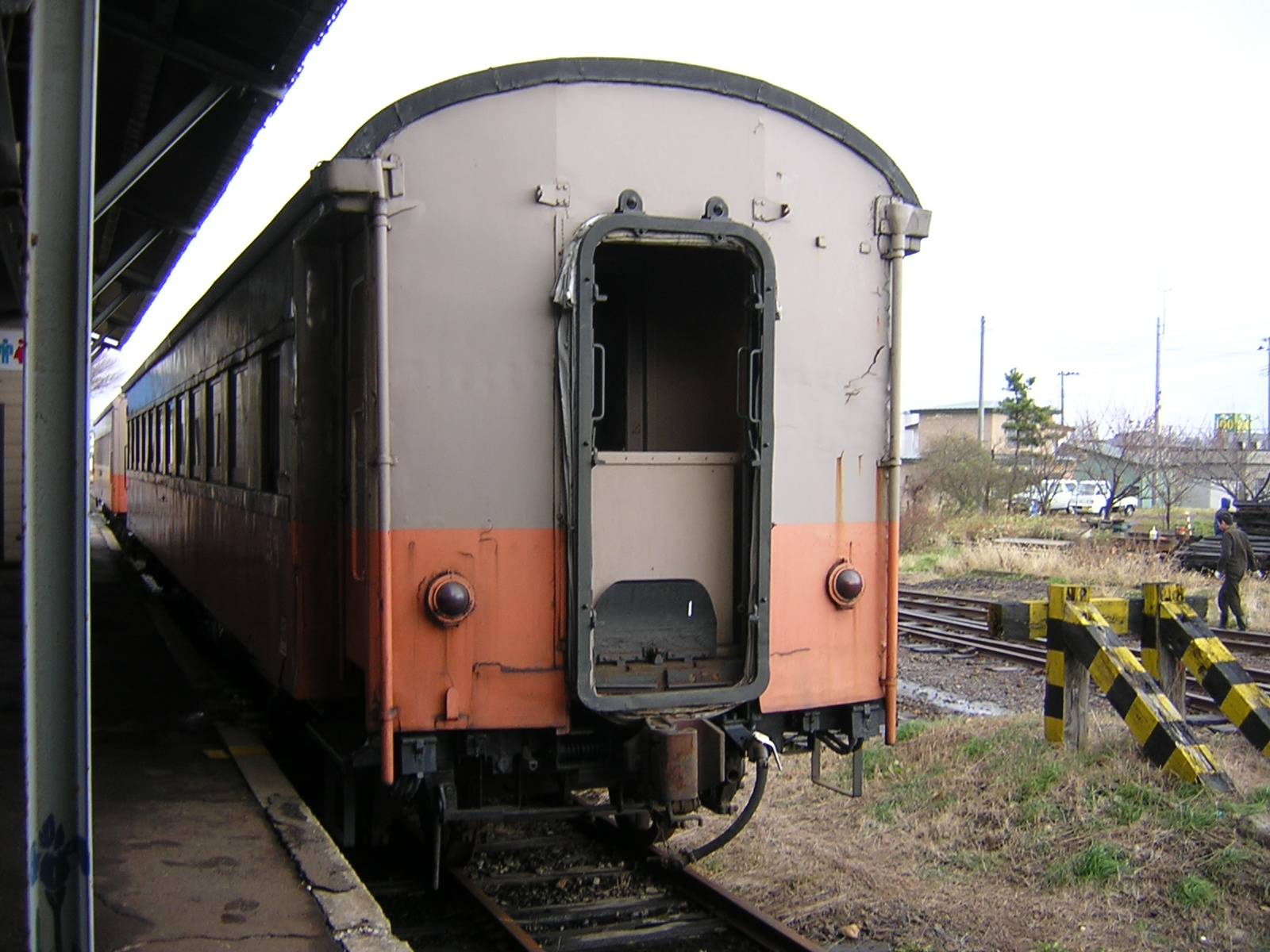
現役で使用中の津軽鉄道オハフ33 1（旧オハフ33 2520）

青森県の津軽鉄道にはオハフ33 2520（戦後製の半切妻車）が1983年（昭和58年）に譲渡された。トイレを撤去の上、同年10月14日付でオハフ33 1として竣工し、冬期はストーブ列車に使用されている。

### 大井川鐵道

大井川鐵道オハフ33 215（旧オハフ33 2215）

静岡県の大井川鉄道（現・大井川鐵道）には「かわね路号」用として、1976年（昭和51年）から1980年（昭和55年）にかけて国鉄から6両が、1990年（平成2年）に日本国有鉄道清算事業団から2両が譲渡された。オハフ33 469・2215、オハ35 2149は1976年（昭和51年）11月28日付で、オハ35 2435は1978年（昭和53年）8月7日付で、オハ35 459・2022は1980年（昭和55年）7月10日付で、オハ35 2559・2857は1990年（平成2年）3月22日付で竣工した。
これらのうち2016年（平成28年）に解体処分されたオハ35 857以外は、現在も使用されている。オハ35 149は小倉工場製造のノーヘッダー試作車、オハフ33 469は戦後製の半切妻車であるが、それ以外の車両は戦前製の標準的な仕様の車両である。国鉄時代に電気暖房を装備していた車両もあるが、暖房用電源の供給源がないため使用されておらず、番号が1992年（平成4年）3月31日付で旧番号に戻された。
オハ35 857は後年、柱の腐食が進行し、車体に歪みが出ていたため2011年（平成23年）11月ごろから運用を離脱。その後、修繕できないと判断され、2016年（平成28年）7月に解体処分された。なお台車はオハ35 149と交換され、それ以外の使用可能な部品は、他の旧型客車の修繕に必要な予備部品として確保された。
2024年（令和6年）現在、オハ35 149が「きかんしゃトーマス号」色であるオレンジ色に塗色が変更されている。

### 樽見鉄道
岐阜県の樽見鉄道にはラッシュ時の輸送力確保用や、観桜観光列車用としてオハフ33 110・112・354・1042が1984年（昭和59年）と1989年（平成元年）に譲渡されたが、1992年（平成4年）までに廃車されている。

### 同和鉱業
岡山県の同和鉱業片上鉄道事業所には1981年（昭和56年）にオハ35 1058・1227が譲渡され、廃線まで使用された。

## 保存車

### 静態保存
| 画像                   | 番号                     | 所在地                                                                | 備考 |
| ---------------------- | ------------------------ | --------------------------------------------------------------------- | --- |
|                        | オハ35 2001              | 埼玉県さいたま市大宮区錦町 大宮総合車両センター                       | 岩手県盛岡市岩手県営運動公園に保存されていたが、2012年（平成24年）12月に同所に移設された。 2021年（令和3年）8月2日の名古屋市長定例記者会見の中で、344号供奉車と共に名古屋市科学館に移設することが発表されている。            |
|                        | オハ35 206               | 愛知県名古屋市 リニア・鉄道館                                         | 登場時の車内に復元の上、保存されている。 |
|                        | オハ35 441               | 静岡県富士市 入山瀬交通公園                                           | 富士市立図書館でごいち文庫として利用されている。 |
|                        | オハ35 1227              | 岡山県久米郡美咲町 柵原ふれあい鉱山公園(旧・同和鉱業片上鉄道吉ヶ原駅) | 上記のとおり同和鉱業片上鉄道へ譲渡され、ホハフ3002として運用された後、同番号のまま保存。オハ35形戦後型で現存する唯一の車両で、内装はニス塗り。                                                                               |
|                        | スハ42 2047              | 神奈川県川崎市多摩区 生田緑地                                         | |
|                        | オハ36 125 オハフ33 364  | 北海道小樽市手宮一丁目 小樽市総合博物館                               | |
|                        | オハフ33 488             | 福岡県北九州市門司区 和布刈公園                                       | 車内が改装され、カフェ・休憩室として使用されている。 改装のため2024年（令和6年）2月に座席が取り外されたが、リサイクル業者によってネットオークションに無断で出品され、12脚のうち10脚は回収されたが2脚は所在不明となっている。 |
|                        | オハフ33 2424            | 愛知県蒲郡市博物館                                                    | 屋根下に置かれ、車内も公開されている。 |
|                        | オハフ33 451             | 北海道三笠市幌内町 三笠鉄道記念館                                     | |
|                        | オハフ33 1527            | 樽見鉄道谷汲口駅                                                      | 元樽見鉄道オハフ502。 |
|                        | オハフ33 1568            | 北海道穂別町 富内鉄道記念公園                                         | ライダーハウスとして利用されている。 |
| 保存後に解体された車両 |                          |                                                                       | |
|                        | オハ35 2004              | 仙台市ガス局                                                          | 1972年（昭和47年）10月より同局旧・原町工場の引込線跡で保存されていた。1995年（平成7年）解体。 |
|                        | オハ35 2329              | 東海旅客鉄道浜松工場                                                  | 2013年（平成25年）9月ごろに解体された。 |
|                        | オハ35 857               | 大井川鐵道新金谷車両区                                                | 先述のとおり、2016年（平成28年）7月に解体された。 |
|                        | オハ35 26                | 西日本旅客鉄道（JR西日本）宮原客車区（現・網干総合車両所宮原支所）    | 1996年（平成8年）3月1日に解体された。 |
|                        | オハ35 1058              | 岡山県佐伯町役場（現・和気町役場佐伯総合支所）                        | 2006年（平成18年）3月ごろに解体された。 |
|                        | オハフ33 33              | JR西日本網干総合車両所宮原支所                                        | 2015年（平成27年）5月25日にスエ30 2とともに解体された。 |
|                        | オハフ33 48 オハフ33 289 | 梅小路蒸気機関車館（現・京都鉄道博物館）                              | イベント運転で使用されることもあったが、その後は展示用となり本線での運行は行われず、2009年（平成21年）までに両車ともに解体処分された。                                                                                       |
|                        | オハフ33 115             | 佐久間レールパーク                                                    | 展示候補に入らず、2010年（平成22年）7月までに解体された。 |